# Influence de la pensée bergsonienne chez Joseph Malègue
Pour des articles plus généraux, voir Joseph Malègue et Henri Bergson.

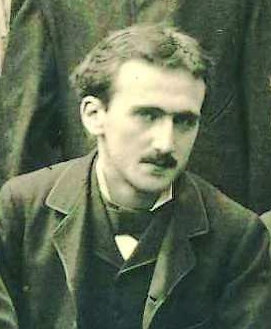
La pensée d'Henri Bergson (ici à 19 ans), est l'épine dorsale de Pierres noires. Marceau y voit « le grand art des poètes visionnaires » « le fini s'élançant mystérieusement vers l'infini ».

L'influence de la pensée bergsonienne chez Joseph Malègue émane surtout de l'ouvrage d'Henri Bergson Les Deux Sources de la morale et de la religion  qui couronne l'œuvre du philosophe. Elle est déjà manifeste dans le premier roman de Malègue, Augustin ou Le Maître est là et constitue, selon l'abbé Jean Lebrec, critique littéraire et spécialiste de Malègue, l'« épine dorsale », de son second et dernier roman, resté inachevé Pierres noires : Les Classes moyennes du Salut.
Sébastien Lapaque, dans Le Figaro littéraire, le met en 2014 au même rang que François Mauriac ou Georges Bernanos. Zofia Litwinowicz, avec Joseph Malègue, entre réalisme intégral et impressionnisme. Les Multiples éclats d'une œuvre oubliée Honoré Champion, 2025, publie l'étude la plus longue sur l'écrivain depuis celle de Jean Lebrec en 1969.
La religion, pour Émile Durkheim c'est l'humanité enfermée dans un pur mécanisme sociologique. Malègue s'y situe lui-même avec les chrétiens médiocres, les « Classes moyennes du Salut ». Les saints, chez Bergson, personnages historiques réels, supérieurs aux concepts (chose rare en philosophie), libèrent de cet enfermement tout être dans l'Univers à travers la communion des saints.
Dans Pierres noires Félicien joue ce rôle  des saints à l'égard des personnages du roman. Roman qui symbolise ainsi le Salut universel.  Moeller parle donc d'un « monde infiniment plus vaste » qu' Augustin, d'un « sommet de la littérature ». La pensée bergsonienne s'y joint au roman sans que la nature romanesque de celui-ci en soit altérée. L’inachèvement de l'œuvre pousse certains à douter de ce qui serait une réussite, d'autres estiment que Malègue est parvenu à unir pensée et littérature.

## Malègue, Bergson et l'expérience religieuse

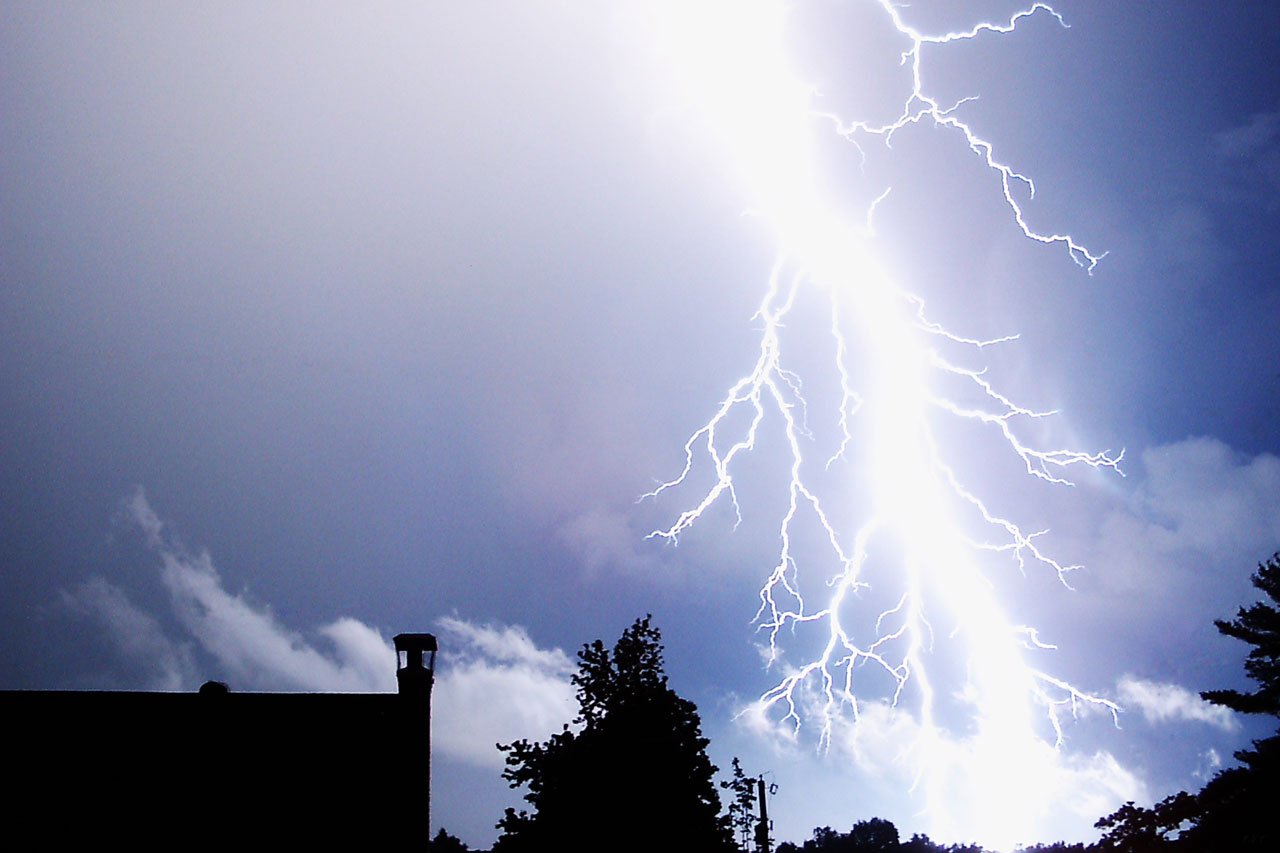
Dans L'Orage, le vieux poète risque sa vie en s'approchant des éclairs qu'il veut y intégrer. Il meurt juste après avoir écrit qu'il pressent qu'il va dans le bleu nouménal de l'autre côté de la vie.

Pour Jean Lebrec (1922-2013), qui fut professeur à l'Institut catholique de Paris, Malègue anticipe sur ce que Bergson dira d'une sorte de vérification de la réalité de Dieu à travers l'expérience mystique.
Pour Chevalier, Malègue dès 1900, projetait d'étudier les phénomènes de sainteté et d'en tirer une hagiologie susceptible « de toucher expérimentalement l'absolu, en relief ou en creux, dans les états de l'homme, qui est fait pour la sainteté, mais qui a tant de peine à y atteindre et tant de facilité à en dévier. »
Pour Malègue, l'expérience ultime de la mort presse l'homme de se situer « dans une perspective de vérité devant Dieu » : cela pourrait se vérifier expérimentalement chez lss saints .
C'est le cas dans certaines nouvelles de Malègue (avant la parution des Deux sources et d' Augustin : L'Orage, en 1903, et La Pauvreté, en 1912. Il en composera sur ce thème. Bergson, comme l'écrit Lebrec, « fait reposer sur l'action des saints la permanence d'une morale ouverte » dans la société. Dès ses années d'étudiant, Malègue avait pressenti l'importance de ce rôle.

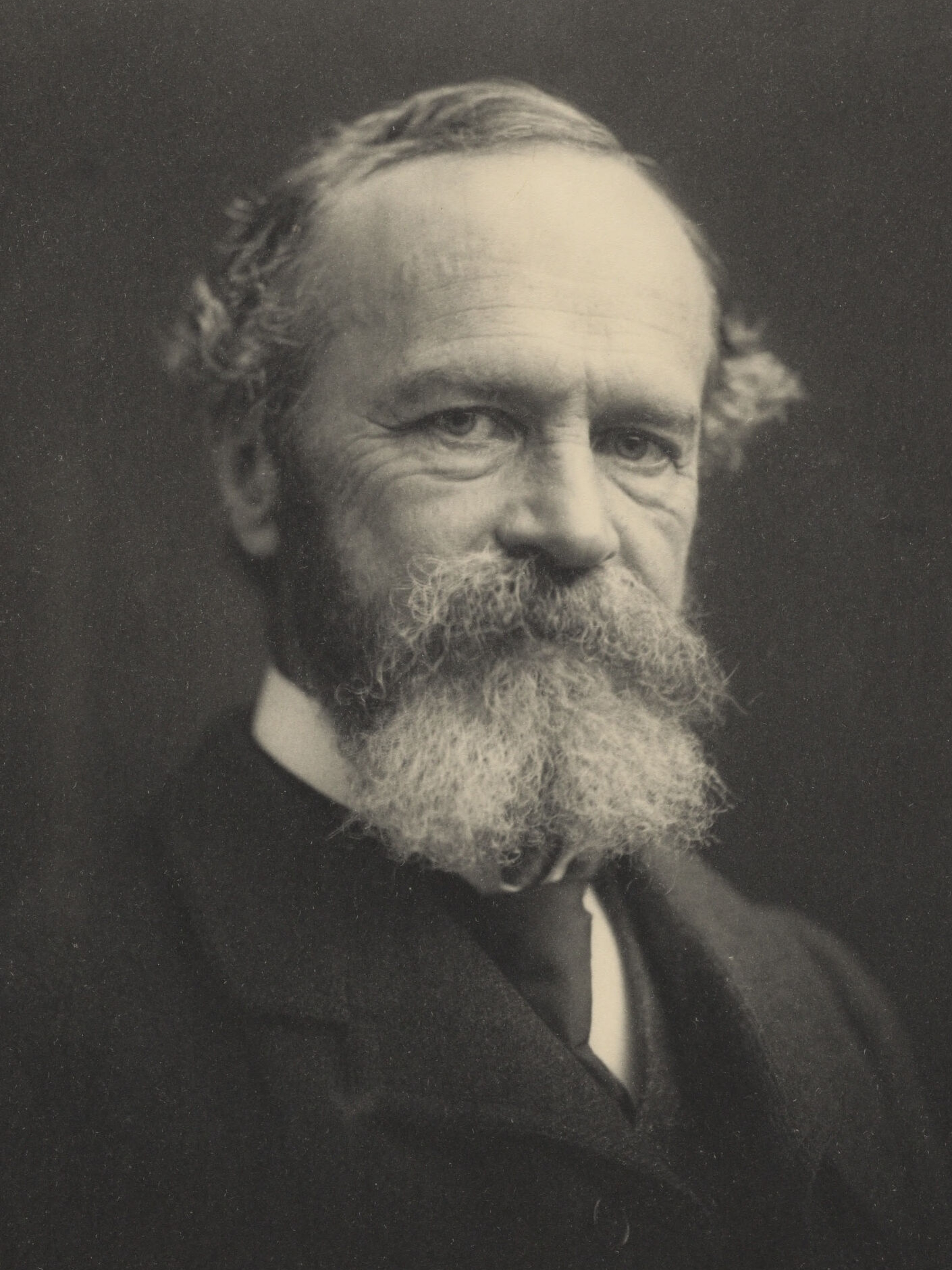
William James (1842-1910} sans avoir connu d'expériences mystiques disait que si quelqu'un les ayant faites lui en parlait «quelque chose en lui répondait». Voir aussi Stéphane Madelrieux, Frédéric Worms édition critique de textes de Bergson Sur le pragmatisme de William James, Paris, PUF, 2011.

Avant qu'Henri Bremond ne livre au public en 1916 ses premiers témoignages de mystiques français dans son Histoire littéraire du sentiment religieux en France.Et avant qu'en 1932, dans Les Deux Sources de la morale et de la religion, Bergson « ne mette en relief l'appel que les saints adressent à leurs contemporains du seul fait de leur existence et la quête expérimentale de Dieu dans l'âme des mystiques. » Jean-Louis Vieillard-Baron remarque cependant que, début des années 1900, y compris pour Bergson « L'intérêt pour la mystique était dans l'air ».
Malègue suit les cours de Bergson au Collège de France (gratuits et non-diplômants), en 1902 et 1903 à l'invitation de son ami Jacques Chevalier selon Lebrec. Chevalier qui deviendra l'intime de Bergson. Malègue a très tôt l'intuition de cette ligne de recherches à partir de l’expérience mystique ou religieuse.

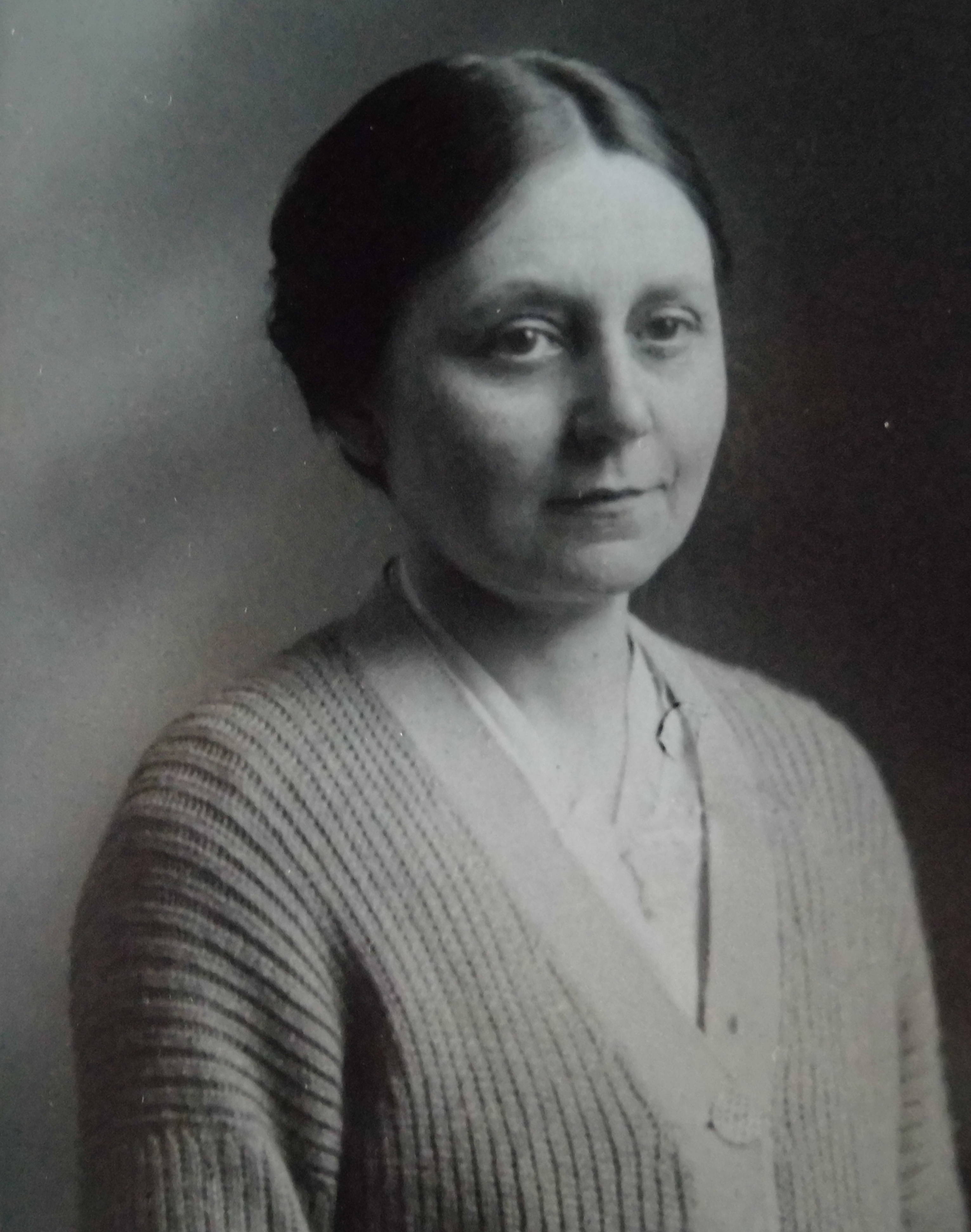
Yvonne Pouzin, circa 1923, première femme médecin des hôpitaux en France, épouse de Malègue sans laquelle, selon divers auteurs, Malègue ne se serait jamais imposé. Ayant déchiffré en grande partie, le manuscrit de Pierres noires, il a pu être dactylographié.

### Bergson et Malègue rejettent positivisme et scientisme
Pour Marceau, Malègue subit l'influence des courants philosophiques de son temps ou « comme auteur spirituel », pour s'inscrire en faux contre eux comme lr positivisme qui lui inspire des romans qu'il qualifie d'« antipositivistes ». 
Pour Malègue, le positivisme c'est la pensée tendant « de plus en plus à déserter la métaphysique pour l'expérimental. », comme le scientisme. Pour'un et l'autrele seul vrai savoir c'est celui des sciences de la nature ou exactes. Ceci évacue toute vision religieuse, mène à l'oubli de l'absolu au nom de l'expérience alors que pour Malègue et Bergson, on peut trouver l'« absolu dans l'expérimental » — une « expérience élargie ».
Marceau relève avec Bergson que l'expérience scientifique reste « terriblement limitée ». Bergson l'écrit à William James, où il précise qu'à son étonnement, le temps scientifique ne s'inscrit pas dans la durée. Au contraire, l'approche positive tend à l'éliminer. Il conclutt que « le temps de la science n'est pas celui de l'existence » et appelle « durée » ce temps vécu et « donné là où il est vécu, dans la conscience. ».
Le réel ne se limite donc pas à ce qui est appréhendé par l'expérience scientifique, aveugle à la « durée », ou au « vécu ». Marceau cite l’Essai sur les données immédiates de la conscience où Bergson découvre que rien ne serait changé aux lois physiques si elles s’appliquaient « dans l’instantané ».

### Un «positivisme nouveau» s'ouvre à l'expérience spirituelle
William James est emblématique de ce positivisme d'un genre nouveau. Pour Émile Poulat, cette rupture avec le positivisme est paradoxale. En effet, l'ouvrage de Bergson Essai sur les données immédiates de la conscience paraît la même année que L'Avenir de la métaphysique fondée sur l'expérience d'Alfred Fouillée. Le personnage central d' Augustin lira l' Essai de Bergson à la suggestion de son professeur.
Poulat distingue deux sortes de positivisme : « [l]e premier positivisme, c'était la fin de l'âge théologico-métaphysique au profit de la science ; le nouveau positivisme, c'est la science se posant des questions métaphysiques, théologiques », par exemple l'expérience des grands mystiques, leur « expérience théopathique », Saint Jean de la Croix notamment, auquel l'époque accorde beaucoup d'importance.
Thibaud Collin décèle chez Malègue un « positivisme spiritualiste. » lors de la conversion in extremis d'Augustin au sanatorium de Leysin dans Augustin . Relié à une « cordée » « Ravaisson, Ollé-Laprune, Boutroux, Bergson et Blondel […] répondant à Taine, Renan, Loisy, Delacroix, Baruzi etc. »

## Influence de Bergson dansAugustin
C'est un roman de conversion. Pour Marceau en 1987, Malègue n'a pas été dépassé dans ce genre. Bernard Gendrel, son spécialiste des années 2020 le confirme. La foi d'Augustin est ébranlée à la lecture d'un représentant du scientisme Ernest Renan. Il l'abandonne après avoir lu Alfred Loisy. Il s’y convertit à nouveau après un long cheminement tant existentiel qu'intellectuel.
Chevalier a vu sur le bureau de Bergson l'exemplaire dédicacé d'Augustin ou Le Maître est là, « bourré de marques et de feuilles intercalées ». Bergson lui en dit : « c'est un livre tout à fait remarquable dont le seul défaut pour les lecteurs pressés – pour des lecteurs français – est d'être trop long : ce qui explique qu'on n'en ait point parlé comme on aurait dû le faire et comme il le mérite ».
Malègue en réponse aux remerciements que Bergson lui adresse, reconnaît sa dette intellectuelle et précise : « J'ai voulu exprimer — et là je n'avais pas encore pour me guider Les Deux Sources —, que pour qui cherche Dieu la fameuse preuve expérimentale, elle est dans l'expérience mystique à la fois éclatante et enveloppée, sans quoi nous vivrions en Éden. ». L'Éden est le lieu où vécurent Adam et Ève. Dieu y était évident, la foi superflue, car, selon certaine théologie, les humains y disposaient de dons préternaturels: immortalité, absence de souffrance, science infuse, vision directe de Dieu.

### La danse et la beauté des femmes

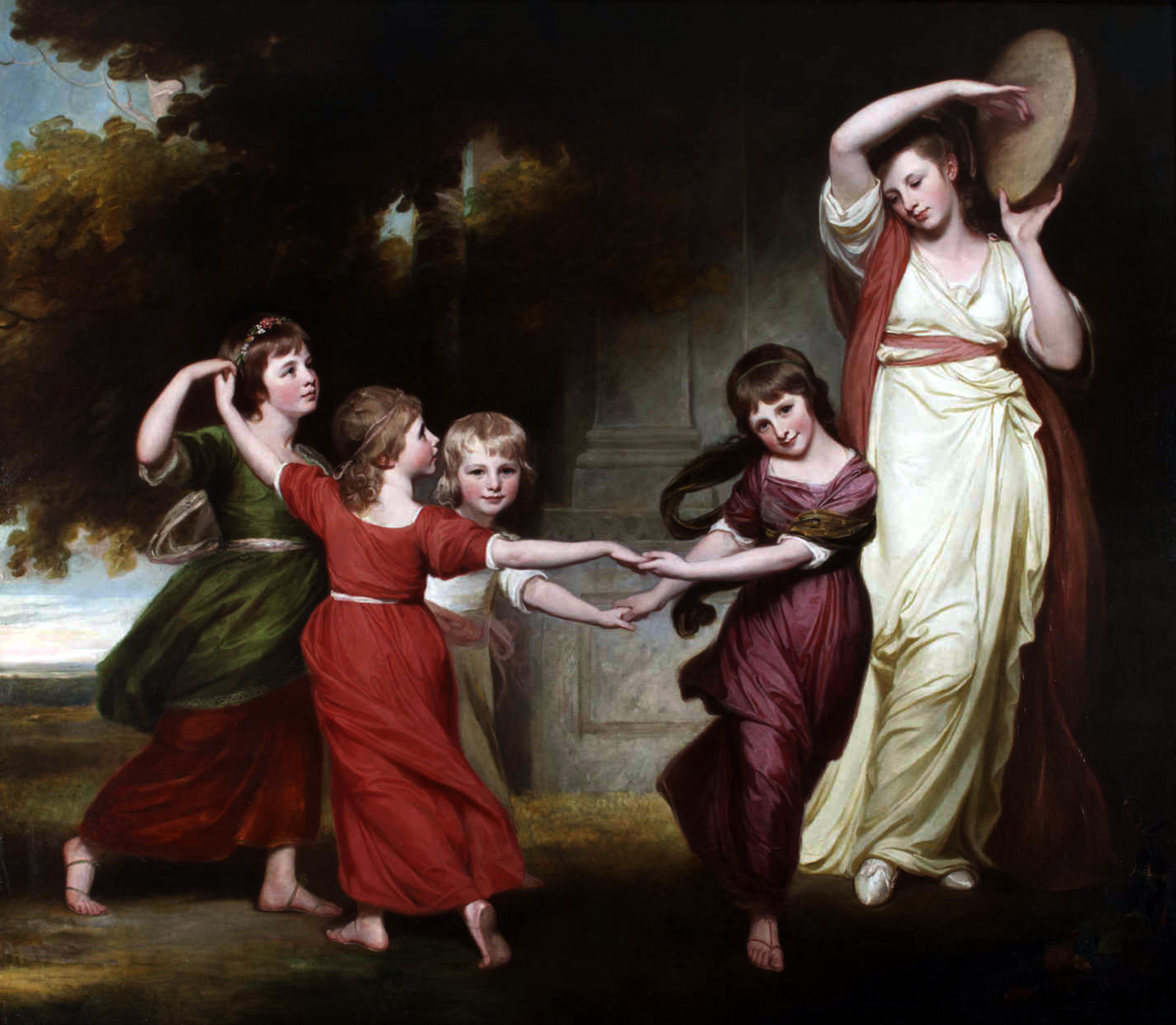
Granville Leveson-Gower´s children (1776-7), (George Romney). Parenté entre la danse et la beauté des femmes inspirée de Bergson.Le tableau dont Élisabeth de Préfailles rappelle le souvenir illustre aussi ce que dit Bergson

Le cheminement tant intellectuel qu'existentiel de la conversion d'Augustin va passer par la beauté d'une femme.Augustin, a lu l'Essai sur les données immédiates de la conscience, sur la suggestion de son professeur, Rubensohn qui a avec Bergson « quelques traits communs ». L'Essai montre que la grâce d'un mouvement s'accommode plus de courbes que de lignes brisées. La courbe : « change de direction à tout moment, […] chaque direction nouvelle étant indiquée dans celle qui la précédait. »
Anne de Préfailles présente chez Augustin, jeune professeur à Lyon, son examen de philosophie. Il en tombe amoureux. Elle habite au château des Sablons avec sa tante, Élisabeth de Préfailles qu'Augustin a connu enfant. Il y est invité, s'y promène avec les deux femmes qui observent des moucherons évoluant en lignes brisées à la surface d'un étang. Elles y voient une certaine grâce. À partir de Bergson, Augustin réplique que la grâce émane de lignes courbes, à l'instar des danseuses qui semblent répondre — en apparence — aux désirs des spectateurs, mais gratuitement, comme toute beauté humaine, apparente « offrande de bonheur », au hasard de ceux qui la rencontrent. Comme il désire cacher son penchant pour Anne (il désespère qu'elle y réponde), il s'en veut de s'être peut-être trahi. Ses sentiments devinés depuis longtemps se révèlent jusque dans cette explication d'une grande technicité.

### L'élargissement à l'expérience religieuse à même l'intrigue…

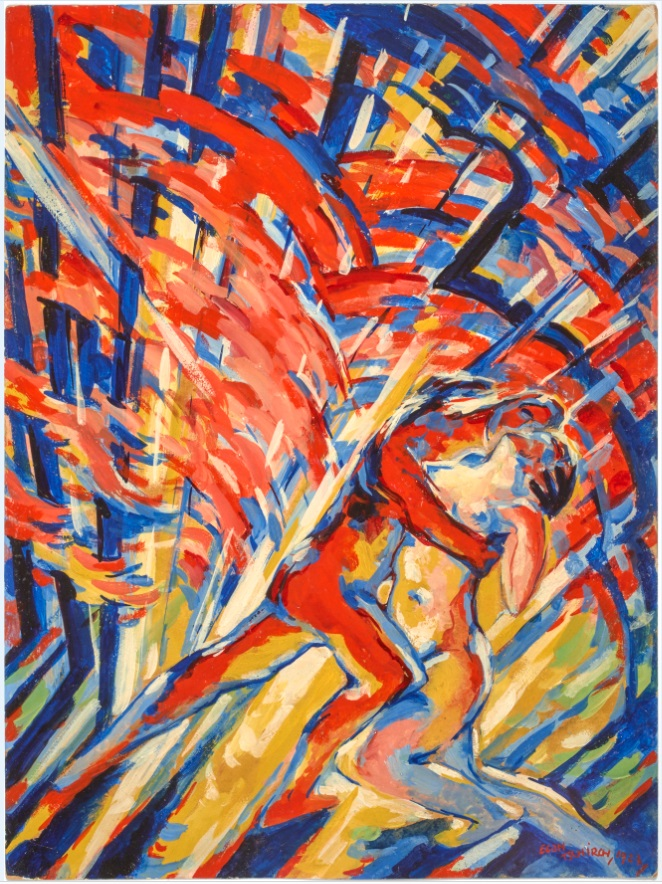
Cantique des cantiques cycle de tableaux sur ce thème d'Egon Tschirch, n° 8, 1923.Sur son lit de mort, Augustin (avant sa conversion), rapporte en termes quasi-mystiques la joie éprouvée quand il apprend le début de consentement d'Anne :Je sentais une sorte d’épouvante que Dieu daignât s’occuper de moi individuellement. Une fulguration à moi destinée, portant mon nom et mon adresse, traversant tous les déterminismes, perçait mon cœur au point juste. Le grand texte classique : « telle goutte de sang pour toi », je le transformais : « pour toi, telle étincelle du buisson ardent »...

Anne Devine, comme son oncle et sa tante qu'Augustin ne se déclarera jamais. Ce trio charge l'ancien aumônier d'Augustin à Normale de dire qu'une demande de sa part ne sera pas rejetée a priori. Augustin en éprouve la plus grande joie de sa vie (voir ci-contre). Mais il se découvre tuberculeux un peu plus tard et rompt avec Anne pour ne pas lui imposer les années de traitement que cela implique. Cette rupture le brise et il se meurt au sanatorium de Leysin. Son ami Largilier lui rend visite et évoque une chose qui a toujours sollicité Augustin au plus profond : l'humanité du Christ : « Dans le cristal adamantin des dogmes, c'était la facette qui frappait l'âme moderne, scientifique et mystique ensemble »,,.
Pour Charles Moeller, face à l'exégèse moderniste, « c'est la divinité de Jésus qui lui faisait difficulté, non celle de Dieu ».Largilier inverse les choses, citant un « ex-athée » : « «Sans le Christ, j'aurais la haine de Dieu ». » Il en tire la puissance persuasive d'un chiasme: « Loin que le Christ me soit inintelligible s'il est Dieu, c'est Dieu qui m'est étrange s'il n'est le Christ. » Augustin, esprit moderne, « scientifique et mystique ensemble », saisit alors que la nature humaine de Jésus (Dieu), « subissant les déterminismes de la douleur » et du « mécanisme social des expositions historiques lacunaires », constitue un (métaphore filée) « curieux pont suspendu entre la douleur et la question biblique,les entrelacs des lois positives le supportaient comme des filins. »,. 
Scientifique et mystique unis, pour Moeller, c'est « toute l'œuvre de Bergson » et écrit : « Ce tour d'esprit de Bergson, qui essaye de rejoindre les réalités métaphysiques sur le chemin de l'expérimental, s'épanouit tout naturellement dans le domaine de la mystique : la vie du mystique révèle, dans l'entrelacement d'une destinée apparemment humaine, une présence transcendante ; c'est une image de l'humanité même de Jésus. ».Quand Augustin consent à la confession que lui propose Largilier, il n'obéit donc pas à une pulsion irrationnelle, mais est induit en tentation de l'accepter à la suite de toute une réflexion. 
Quand il apprend l'ouverture d'Anne à son amour, la joie d'Augustin éclate (voir ci-contre). Rapportée au Cantique des cantiques, confiée au prêtre ami à la veille de sa mort à Leysin, son énonciation (circonstances de celle-ci), est très significative : le Cantique est au centre de la mystique chrétienne.

### ...dans la logique de l'action et de l'action romanesque

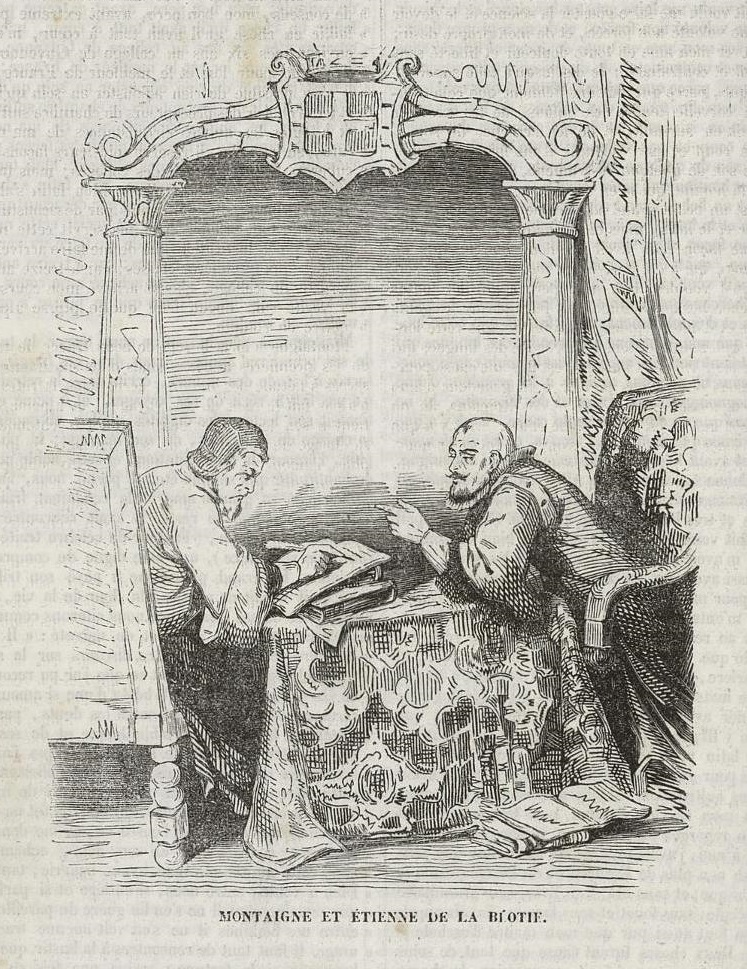
Montaigne et La Boétie discutant (Gravue de Mosaïque du Midi, 1839).Joris Eeckhout compare la longue visite de Largilier à Augustin quand il va mourir à celle, semblable, de Montaigne à La Boétie dans les mêmes circonstances. Il écrit : ce « dialogue entre les deux amis devrait pouvoir être reproduit ici in extenso, non pas seulement en raison de son intérêt apologétique mais surtout à cause de sa valeur littéraire : il appartient en effet aux très belles pages de la littérature mondiale.» Pour Lebrec, Bergson fait reposer sur l'action des saints « la permanence d'une morale ouverte.» Largilier est « peut-être ce saint.

L'expérience religieuse la plus significative d'Augustin—« acmé de l'irruption du métaphysique dans l'expérimental, », selon Thibaud Collin, a lieu quand Largilier prononce l'absolution : « Agenouillé, il se prosterna en pensée, tomba à terre, fit un cercle par terre, sa tête touchant ses genoux, écrasé, d'un anéantissement sans nom. Il était le grain de sable des textes bibliques, un grain de sable conscient qui eût devant lui tout le rivage, toute la mer, et, par-delà, la planète ; et par-delà encore, l'énormité démente de l'espace, et dans le suprême au-delà, le Roi de tous les Absolus, ou selon la formule qu'il aimait : « Celui qui s'est fait Dieu ». » Puis : « Il put encore murmurer : « preuves expérimentales… expérimentales. »
Pour Collin, « Telle est la manière propre à Malègue de rendre manifeste « le positivisme spiritualiste » qu’appelait de ses vœux Ravaisson dans son Rapport. Par là, il figure de manière romanesque la force performative de certaines paroles (elles font ce qu'elles disent), qui viennent de plus loin et de plus profond que celui qui les profère ». Ce Rapport de Ravaisson, La Philosophie française au XIXe siècle, Paris, Hachette, 1869, Édouard Le Roy souligne comment Ravaisson explicite ce positivisme spiritualiste à l'article, Positivisme du Vocabulaire technique et critique de la philosophie : ce positivisme « a comme principe générateur la conscience que l'esprit prend en lui-même d'une existence dont il reconnaît que toute autre existence dérive et dépend, et qui n'est autre que son action. » Son action, soit sa performativité.
Pour Moeller, se référant à Pascal et à Blondel, c'est dans un geste, un acte précis, parfois un rite infinitésimal, que l'« unique nécessaire » nous est communiqué. Largilier pousse Augustin à le poser à travers l'invite à la confession. Après, Augustin, quoique presque moribond, rédige un article intitulé Deux devancements pratiques de la certitude. Il y évoque le pari de Pascal et ce qu'il appelle une « confession de semi-incrédules », soit, lui, depuis la perte de la foi à l'École normale supérieure : « Les conditions d'humilité docile, évidentes dans les secondes, éclairent aussi le premier. » L'élargissement à l'expérience religieuse se produit par l'action, ce qu'Augustin écrit aussi, elle permet d'avancer dans la connaissance, idée caractéristique de Bergson , à partir du pragmatisme de James. Comme dans la découverte technique ou scientifique), nous aidons à faire certaines vérités, qui « dépendent en partie de notre volonté. » Dans les relations entre personnes analogues à celles avec Dieu « l’adhésion de l’intelligence exige plus que simple assentiment logique ou constat : un acte. » Là également.

## Bergson dans quelques lettres et conférences de Malègue

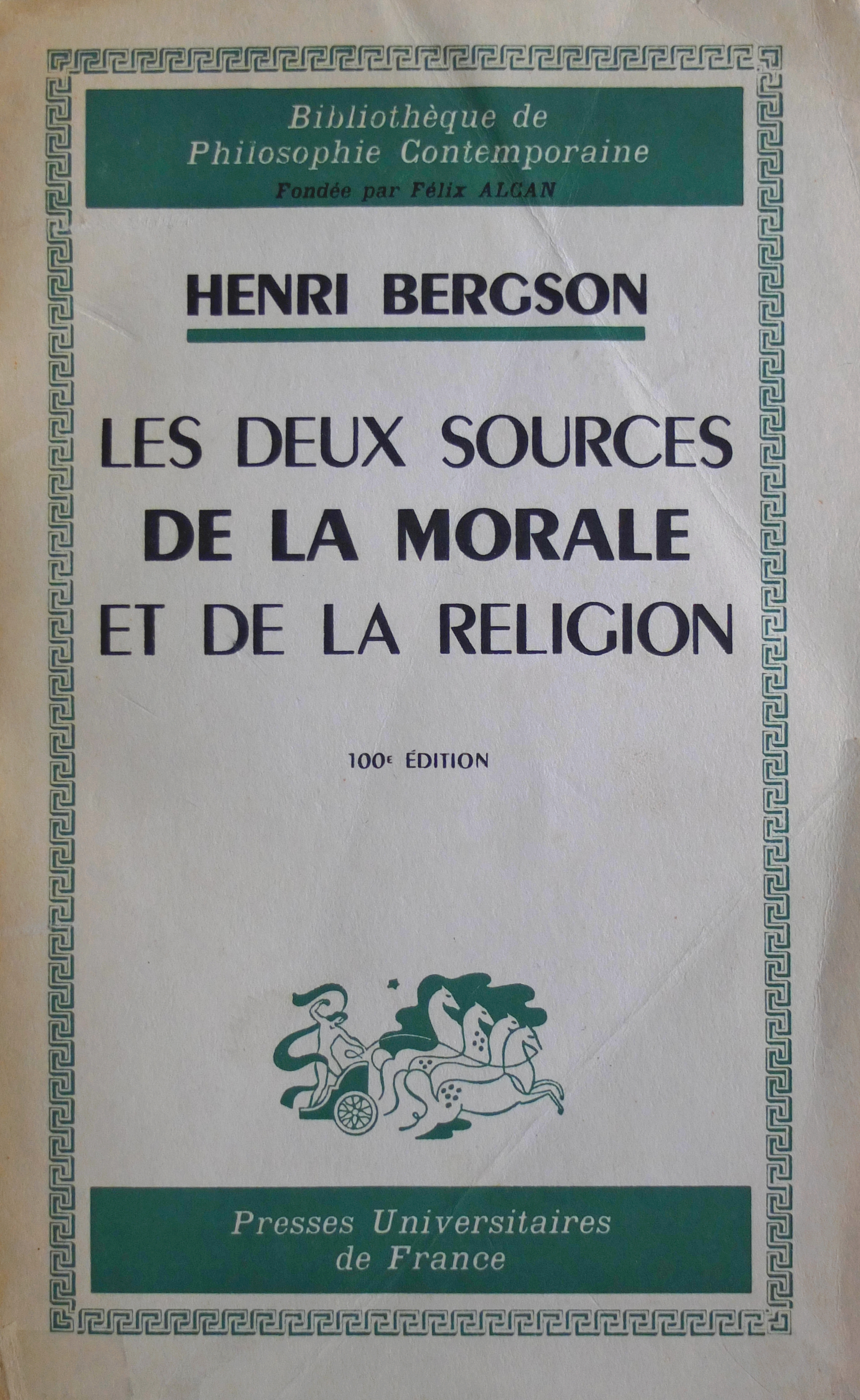
Malègue se réfère souvent au dernier des quatre principaux ouvrages de Bergson, Les Deux Sources 1932, après l'Essai (1889), Matière et mémoire (1896), L'Évolution créatrice (1907).

Malègue lit attentivement Bergson. Diverses notes inédites ou lettres d'après sa reconnaissance comme écrivain en attestent. Bergson , Dans une lettre de 1933, il se réjouit que Bergson ait fini par accepter l'importance de l'expérience mystique, même « dans l’ordre de la connaissance pure [dans Les Deux Sources paru en 1932]. C’est la seule fenêtre par laquelle nous puissions de notre modeste terrain des causes secondes, jeter un début de regard sur Dieu, marquer, du terrain expérimental qui seul est le nôtre, une sorte de touche de l’absolu. » En réponse (juin 1933) à Bergson le remerciant pour l'envoi d' Augustin, il souligne que ce roman n'est pas une vulgarisation du philosophe« qu'aucune grande œuvre n'évite si elle frappe au plus profond dans nos inquiétudes. »
Malègue répond à un lecteur en citant les pages 254 à 260 des Deux Sources : en philosophie, on parle de Dieu depuis Aristote comme du Premier moteur qui ne connaît pas le monde : Bergson en toute religion voit, en Dieu, un Être « qui peut entrer en contact avec nous. » Malègue use d'un vocabulaire proche en parlant de la Cause première dont dit-il « on ne peut être amoureux, » (selon Fontaine « remarques voisines). » F. Keck et G. Waterlot jugent que Bergson invite à aller voir « plutôt du côté de ceux qui ont fait l'expérience de Dieu. », conviction ancienne chez Malègue. Bergson parle aussi du Dieu d'Aristote, comme d'un Dieu « adopté avec quelques modifications par ses successeurs, » que personne n'a jamais songé à invoquer. Pour F. Keck et G. Waterlot, Bergson récuse les tentatives métaphysiques de prouver Dieu. Ou leur réfutation par Emmanuel Kant au bénéfice d'un Dieu postulé.
Malègue parle de Kant dans sa conférence Ce que le Christ ajoute à Dieu, « il ironise sur la distinction kantienne entre « phénomène » [la chose telle qu’elle apparaît] et « noumène » [la chose en soi, inconnaissable]: » il semblait incorrect de la part de Dieu, écrit-il, qu’il « fût et apparût à la fois. »

### Valeur de vérité de la mystique

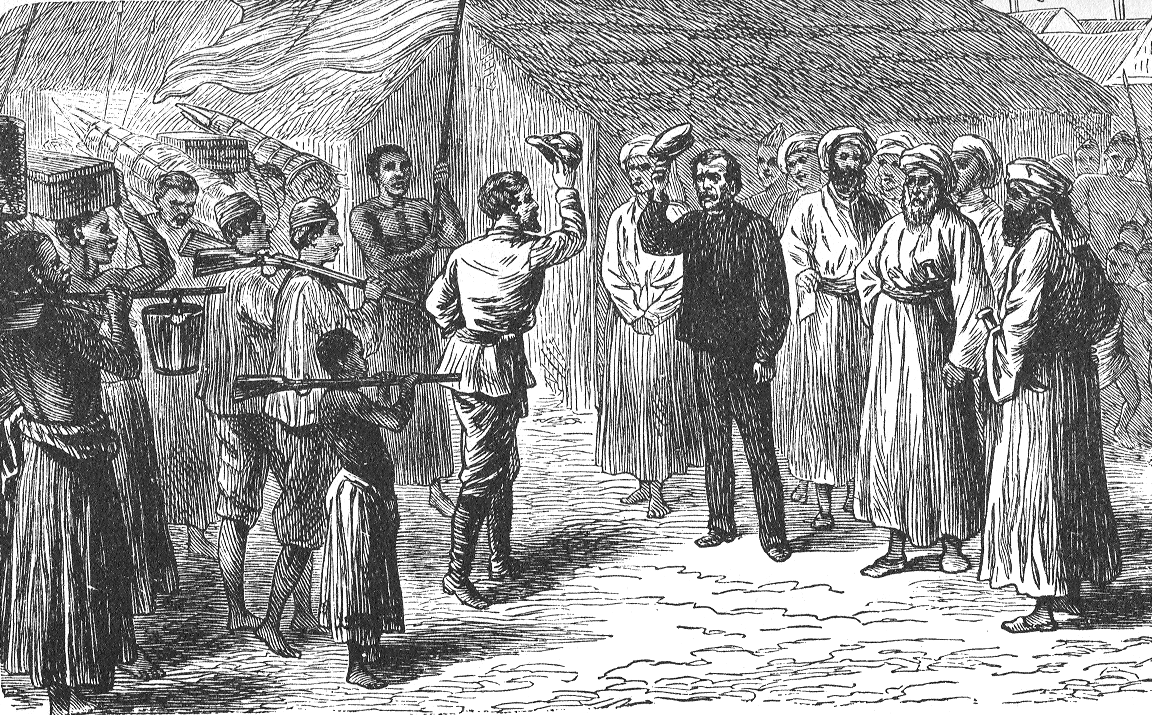
Dr. Livingstone, I presume ?.

Quelle est la valeur de l'expérience mystique? Pour Bergson, elle ne peut être répétée ni vérifiée comme l'expérience scientifique. Les mystiques voient ce qui nous échappe, analogue à ce que nous savons grâce aux explorateurs revenant de pays où personne n'est allé. Les cartes levées d'après leurs indications, par exemple celles de Livingstone, permettraient de vérifier leurs dires, en droit sinon en fait. Il en va de même pour les mystiques et leur « exploration » : « ceux qui en sont effectivement capables sont au moins aussi nombreux que ceux qui auraient l'audace et l'énergie d'un Stanley allant retrouver Livingstone. »
Bergson cite également William James disant que lorsqu'il en entendait parler « quelque chose en lui répondait ».Or Malègue paraphrase Bergson, sans le citer nommément dans cette lettre de lecteur citée par Michaël, se référant aussi à cette remarque de James.

### Mémoire et immortalité. Vies minuscules et Univers

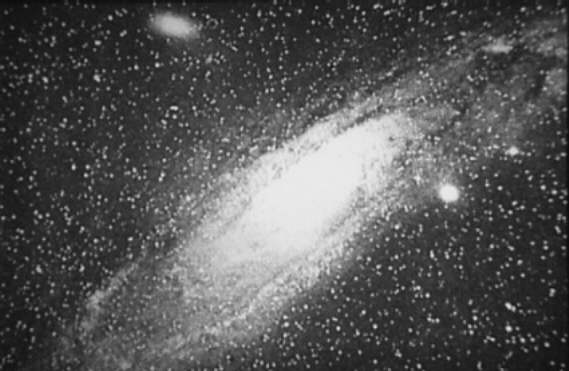
Galaxie d'Andromède (photo de 1899): diamètre, 200000 années-lumière= 10000 milliards de km X 200000. Il y aurait 2000 milliards de galaxies. À Leysin, Augustin, face à cette «énormité» se sent « le grain de sable des textes bibliques, un grain de sable conscient qui eût devant lui vu tout le rivage, toute la mer, et par delà, la planète ; et par delà encore, l’énormité démente de l’espace, et dans le suprême au-delà, le Roi de tous les Absolus..» Si l'Immensité se cache dans le plus petit ce qui est divin », les vies minuscules iées à l'Univers dépassent aussi son « énormité démente».

Malègue évoque également dans sa postface à Augustin (issue d'une conférence à l'Institut catholique de Paris), comment Bergson (sans le nommer), démontre l'indépendance de l'esprit par rapport au corps, d'où l'immortalité, dans Matière et mémoire ou L'Énergie spirituelle.
Dans un inédit de son vivant « Le drame du romancier chrétien », Malègue s'inspire de L'Évolution créatrice, sans citer Bergson. Jean-Louis Vieillard-Baron commentant cet ouvrage écrit que la durée est ce par quoi la vie se saisit comme l’élan vital qui la traverse, conservation du passé dans le présent et, dit-il, « création incessante », « vision et volonté tout ensemble ». On « altère la nature du moi par exemple, quand on l’isole du Tout. » Il poursuit :: « Un des objets de L’Évolution créatrice est de montrer que le Tout est, au contraire, de même nature que le moi.» 
Or, dans « Le drame du romancier chrétien », Malègue utilise les mêmes concepts, opposant le Tout et le moi, la Totalité et le « je » soit cette vue globale que développe Vieillard-Baron (né en 1946, dont il synthétise la vision de manière analogue alors qu'il n'aurait pu le lire en 1935.
Il applique cette opposition terme à terme en philosophie, au champ littéraire. L’univers, écrit-il, est une « vaste chose » rendant possible « ces minuscules coupes à travers le réel » que sont les vies des romans. Elles ne sont pas, « parties toutes faites existant dans l’ensemble », elles « portent l’empreinte en creux du violent jet de l’esprit créateur. » Lisant cela, Fontaine estime que Malègue, qui ne cite pas Bergson dans cette conférence, « en parle donc comme Vieillard-Baron. » que derechef il n'aurait pu lire.

## Durkheim etPierres noires: Les Classes moyennes du Salut

### Le rigide déterminisme de l'auteur de l'ouvrage fondateurLe Suicide

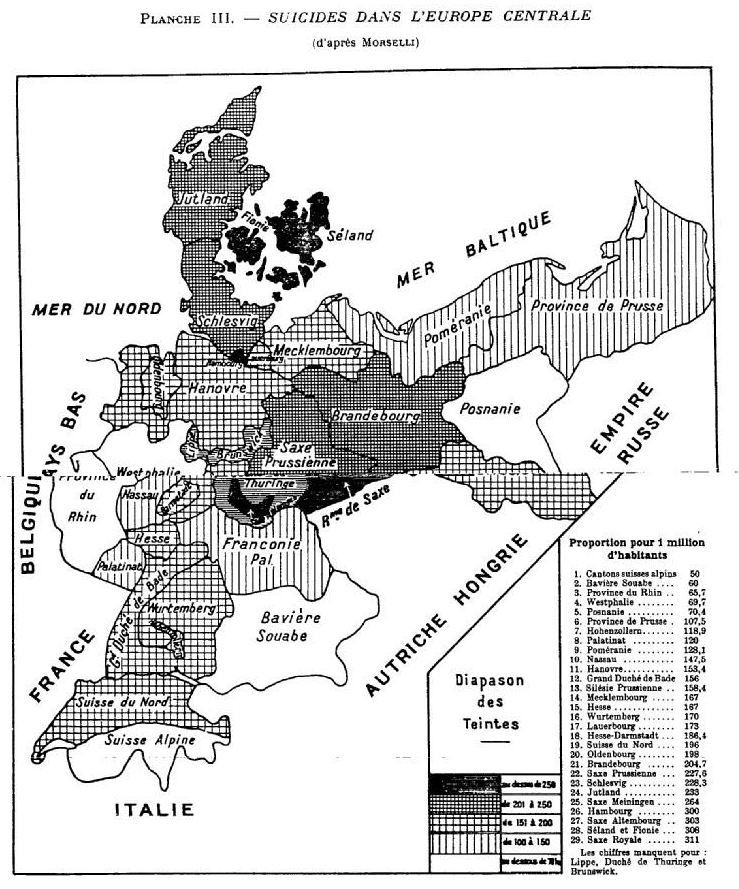
Planche III de l'ouvrage de Durkheim Le Suicide. Taux réguliers de suicides dans les Länder allemands, différant selon qu'ils sont à dominante catholique (taux plus bas, teinte claire), ou protestante (taux élevés, teinte foncée). Non en fonction de ces religions en soi, mais du type de sociétés qu'elles induisent : poids du social dans cet acte individuel ou privé. Les différences de taux entre ces territoires sont tranchées. Sans dégradés de celles-ci aux limites de chacun. Le social détermine l'individuel. Les « classes moyennes du Salut » dans le roman, en sont une traduction littéraire. Ce texte, La Révolution, est devenu chapitre de Pierres noires. Malègue enseignait la sociologie à l'École normale pour instituteurs de Savenay

Litwinowicz signale plusieurs notes aux archives Malègue sur Durkheim et l'ouvrage Le Suicide. La foi de Malègue est confrontée à une pensée affirmant « qu’il en devait les composantes à la collectivité. » Cette pensée s'élabore en effet selon « l’idée déterministe, fortement établie dans les sciences physiques et naturelles [...] étendue à l’ordre social. » et élimine liberté et foi. Mais, grâce à Durkheim, Malègue va donner aux chrétiens d'habitude, dits « sociologiques » ce « gros de l'humanité », leur caractère romanesque : les « classes moyennes du Salut » (les Pierres noires évoquent le bâti de l'Auvergne).
Le narrateur-héros du Livre I de Pierres noires (deux-tiers du roman), Jean Paul Vaton pense qu'il y a « une forme collective, encadrée, que tendent à prendre ce que nous croyons les transmissions morales les plus personnelles et les plus intimes.» C'est durkheimien. Pour Litwinowicz, Durkheim illustre la chose dans Le Suicide, livre fondateur, qui traite de cet acte pourtant (en apparence), « le plus individuel que l’on puisse imaginer — Malègue dirait « intime ». Parce-que ce  « « mouvement »  de la vie individuelle [...]  est un fait social éclairé par des raisons sociale sociales [...] mesuré par les « statistiques » dont les régularités révèlent le social. » Ces régularités chiffrées sont disponibles du fait que le suicide, mort violente, donne lieu à enquête judiciaire. Régularités révélant ce déterminisme (ci-contre).
Selon Marceau, Bergson forge sa pensée de la « religion statique », sur sa propre vision de l'intelligence, mais aussi sur les théories de Durkheim concernant le rôle exclusivement social de la religion,. C'est la religion statique dans Les Deux Sources qui est « aussi, comme le remarque Brigitte Sitbon-Peillon, qui a longuement comparé Bergson et Durkheim, la religion identifiée au social. » Soit au déterminisme.
Delitz note le paradoxe d'un Bergson influençant Durkheim, par un « effet repoussoir » (et la sociologie française), bien avant Les Deux Sources de la morale et de la religion de 1932. Durkheim meurt en 1917. Dans Les Règles de la méthode sociologique, Durkheim écrit (citations faites par Delitz) « « que le sociologue fait œuvre de science et n’est pas un mystique », et qu’il « ne saurait s’élever avec trop de force » contre ce « négateur de toute science ». ». Bergson est visé selon Delitz, implicitement mais ensuite explicitement : « toute une partie de son ouvrage Les Formes élémentaires de la vie religieuse [la sociologie de la connaissance] est dirigée contre Bergson. » Pour Marceau, l'individu est entièrement déterminé par la société chez Durkheim : « les mœurs de l'homme sont inscrites dans sa nature comme celles de l'abeille et de la fourmi. »

### Ce que sont lesClasses moyennes du Salut

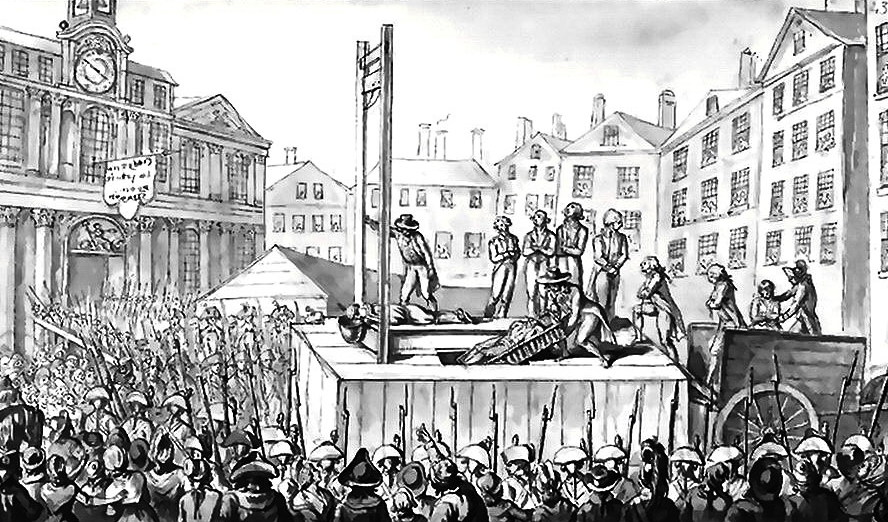
La Révolution française : bouleversement typique de ce qui subvertit les cadres religueux liés aux contraintes sociales. Et qui, paradoxe, réveille la Foi.

Émile Durkheim vers 1917. Durkheim est l'adversaire de Bergson. Mais Malègue retient de Durkheim les rigidités déterministes des sociétés, notamment religieuses, dans lesquelles elles s'établissent, cependant parfois trop, édulcorant la foi qui dégénère alors en religion statique. Soit celle des classes moyennes du Salu. Bergson ne nie pas cette dimension religieuse, mais elle n'est pas le dernier mot. Celui-ci revient aux mystiques et aux saints.

Les classes moyennes du Salut sont le mieux définies, selon Lebrec, dans une fictive Relation des temps révolutionnaires qu'on peut lire dans La Révolution, nouvelle indépendante, insérée sous ce titre en un chapitre de Pierres noires dont, pour Lebrec, il est « le joyau. »
Malègue lui laisse « son autonomie. » Personnage de Pierres noires, André Plazenat, demande, de Paris où il enseigne le droit, qu'on lui envoie copie de cette archive familiale manuscrite datant de la Révolution française : Relation écrite en sa prison de Feurs par M. Henri Casimir de Montcel, ci-devant président du Présidial de Riom en Auvergne.
Dans une prison de l'an II (ils n'en sortiront que pour être exécutés), Henri écoute son cousin l'abbé Le Hennin.  « Malègue a relu Durkheim, » dans ce que dit l'abbé des cadres sociologiques, qui rendent possible la vie religieuse. Mais qui, en l'encadrant/emprisonnant, l'engluent dans la routine, le médiocre, l'inauthentique. Seuls des évènements extrêmes peuvent libérer la foi vraie de ceux qui y végètent.
Les classes moyennes du Salut ce sont « tous ceux qui ne peuvent pas maintenir leur vie religieuse, dans la lumière d'un mysticisme contemplatif et généreux, celui de Largilier et Félicien ». Les femmes et les hommes de ces classes sont, sociologiquement, parqués dans de grands corps, métiers, Royaumes, Églises. « L'accaparement de l'âme par le groupe est tellement étroit qu'on doute qu'il ne la prend pas tout entière. » Durkheim, l'affirme. Marceau dit ces chrétiens encadrés « dans leurs déterminismes sociologiques, économiques, psychologiques et religieux. » Pour l’abbé, il leur reste cependant au moment de la mort « juste cette fine pointe suprême, ces rares minutes de silence intérieur que beaucoup ne connaîtront même jamais ».C'est ici que Bergson opère sa critique de Durkheim avec les répercussions de cette critique dans Pierres noires.

## Bergson contre Durkheim dansPierres noires

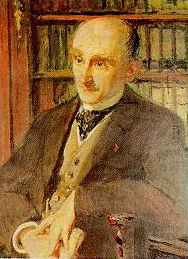
Henri Bergson par Jacques-Émile Blanche, 1891. Malègue enfouit dans l'iontrigue le déterminisme de Durkheim et l'ouverture à la liberté de Bergson

Pour Bergson, au-delà, il y a les mystiques, libérés des déterminismes, ouverts à l'amour de l'humanité entière (et au-delà), qui font entendre un appel et entraînent les autres hommes à leur suite par : « un appel, une émotion qu'ils communiquent et qui poussent derrière eux les multitudes enflammées, avides de les  imiter. »
Ils proposent aux classes moyennes, écrit Malègue, un saut « dans le ciel au-dessus de leur niveau, » qui permet de s'évader des déterminismes. Ce qui peut inciter à ce « saut » c'est par exemple, « le libre martyre d'un saint. ».
Dans Pierres noires, ce martyre sera celui de Félicien qui sauve les personnages du roman en les extrayant de la religion des classes moyennes, que Bergson appelle « religion statique ».
Pour Marceau, les « classes moyennes du salut » vivent de la religion « statique » chez Bergson, allant de pair avec la morale close, celle de la pure utilité sociale, de sociétés elles-mêmes closes « auxquelles elles se soumettent ». Les mystiques vivent de la religion dynamique, allant de pair avec la morale ouverte sur toute l'humanité et au-delà.
«Clos» et « ouvert », selon le titre même d'une contribution de Frédéric Worms, c'est, dans Les Deux Sources, la « distinction qui change tout. » La sociologie (déterministe) de Durkheim inspire Bergson  dans la définition de la « société close» selon Michel de Certeau et Marceau, société close liée à la morale close.

### «Clos» des classes moyennes, «Ouvert» des mystiques: la distinction qui «change tout»

Vitrail de l'église Saint-Laurent à Châtel. « La charité n'a pas de frontières» : celle de François d'Assise « la création tout entière ne saurait [l']apaiser.»Autre formulation de l'opposition « clos »/« ouvert ».

Pour Marceau, chez Durkheim, la religion se réduit, comme Malègue l'écrit à Maude Petre « à la pesée du collectif sur des individus entièrement « agis » par la contrainte sociale . ». Pour Bergson, la morale « close » vise à la conservation des sociétés« par l'obligation sociale , » par la morale elle-même close. Durkheim en traite selon « l’idée déterministe, fortement établie dans les sciences physiques et naturelles […] étendue à l’ordre social. » Il applique aux faits sociaux « la méthode « physique » de la nature. »
Soit « l'école sociologique avec Durkheim, Lévy-Bruhl, Baillet. » Bergson rejette cette vision de l'humain, prisonnier socialement qu'illustre Pierres noires tout en en indiquant la sortie.
Les chrétiens des classes moyennes du Salut, vivant leur foi comme un compromis entre foi et vie terrestre (celle-ci primant), relèvent « de la religion statique de Bergson d’essence sociale [qui] n’est susceptible d’aucune créativité dans l’ordre moral. » Ces chrétiens sont captifs du déterminisme social.
En revanche, les saints, eux, chez Malègue comme chez Bergson, à l'instar du Christ, se trouvent « dégagés des déterminismes sociaux et personnels, grâce à une ascèse exigeante ». Ils sont à même de dépaaser la fermeture des sociétés closes par leur amour ouvert à tous même aux ennemis. Durkheim pensait cette ouverture possible par la morale universaliste.
Pour Bergson, seule la mystique le peut. « Entre, par exemple, la nation ou tout groupe particulier et l’humanité, s’étend la distance « du clos à l’ouvert » » et, surtout, la « différence de nature entre un groupe fermé obligé de se défendre pour subsister, et cet ensemble illimité. » Pour Lebrec, qui sait l'opposition « ouvert » versus « clos », les saints « font éclater la morale close en une morale ouverte. » Il pense que l’Histoire du sentiment religieux d'Henri Bremond, « se trouve [...] incarnée [dans Pierres noires de Malègue] recréation poétique par la mémoire du monde », de l'enfance de Maalègue.

### Religion statique ou dynamique, classes moyennes du salut
.

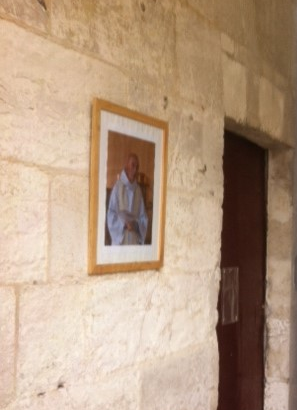
Portrait de Jacques Hamel dans l' Église Saint-Étienne de Saint-Étienne-du-Rouvray. Peu après la réédition de Pierres noires en 2018, un roman conte l'histoire d'un futur prêtre, soldat en Algérie, découvrant l'édition dans une librairie d'Alger. C'est le père Jacques Hamel qui subira le martyre en juillet 2016, le plaçant dans la communauté des saints reconnus par l'Église.

La religion statique relève de la « fonction fabulatrice » qui lutte contre l'intelligence. Quand celle-ci suggère que l'intérêt indivduel est de se soustraire aux impératifs sociaux elle les sacralise en tabous suscitant la peur de s'y soustraire.
Elle apaise l'angoisse de la mort par l'idée de survie et « quand elle mesure la « marge décourageante d’imprévu » dans l’action, elle rassure, par les superstitions, sur son succès final,. » Cette religion, dans l'espèce humaine, nourrit les institutions qui fonctionnent  « dans toute société à des fins de cohésion et de clôture ».
Mais ces effets de sécurisation de la vie et de dépassement vers la société, cette fois ouverte, peuvent être obtenus d'une source différente, « même si elle peut et de fait vient toujours se greffer sur ce fondement naturel » : il s'agit de l'expérience mystique, qui rompt avec la religion « statique » et dont le mélange avec elle donne lieu à ce mixte qu'est la « religion dynamique ».
Pour Marceau, la religion statique est celle des « classes moyennes du salut. » Malègue voit « ce que Bergson appelle religion statique et religion dynamique ». Il les décrit de manière romanesque en opposant Jean-Paul Vaton et Félicien : « Le premier vit dans un climat de religion statique. En revanche, Félicien a été amené à faire ce « saut brusque » dont parle Bergson, et qui a produit chez lui un caractère surnaturel qui ne se trouve point chez Paul Vaton. »
Dans La Grande Épreuve inspirée de l'assassinat  du père Jacques Hamel le 26 juillet 2016, le soldat Hamel [Georges Tellier dans le roman] tombe, dans une librairie d'Alger, lors d'un congé durant la Guerre d'Algérie, sur Pierres noires. Étienne de Montety, l'auteur, lui fait dire que l'expression Les Classes moyennes du Salut est « un mélange de vocabulaire sociologique et théologique ».

### Les saints magnétisent les chrétiens des classes moyennes

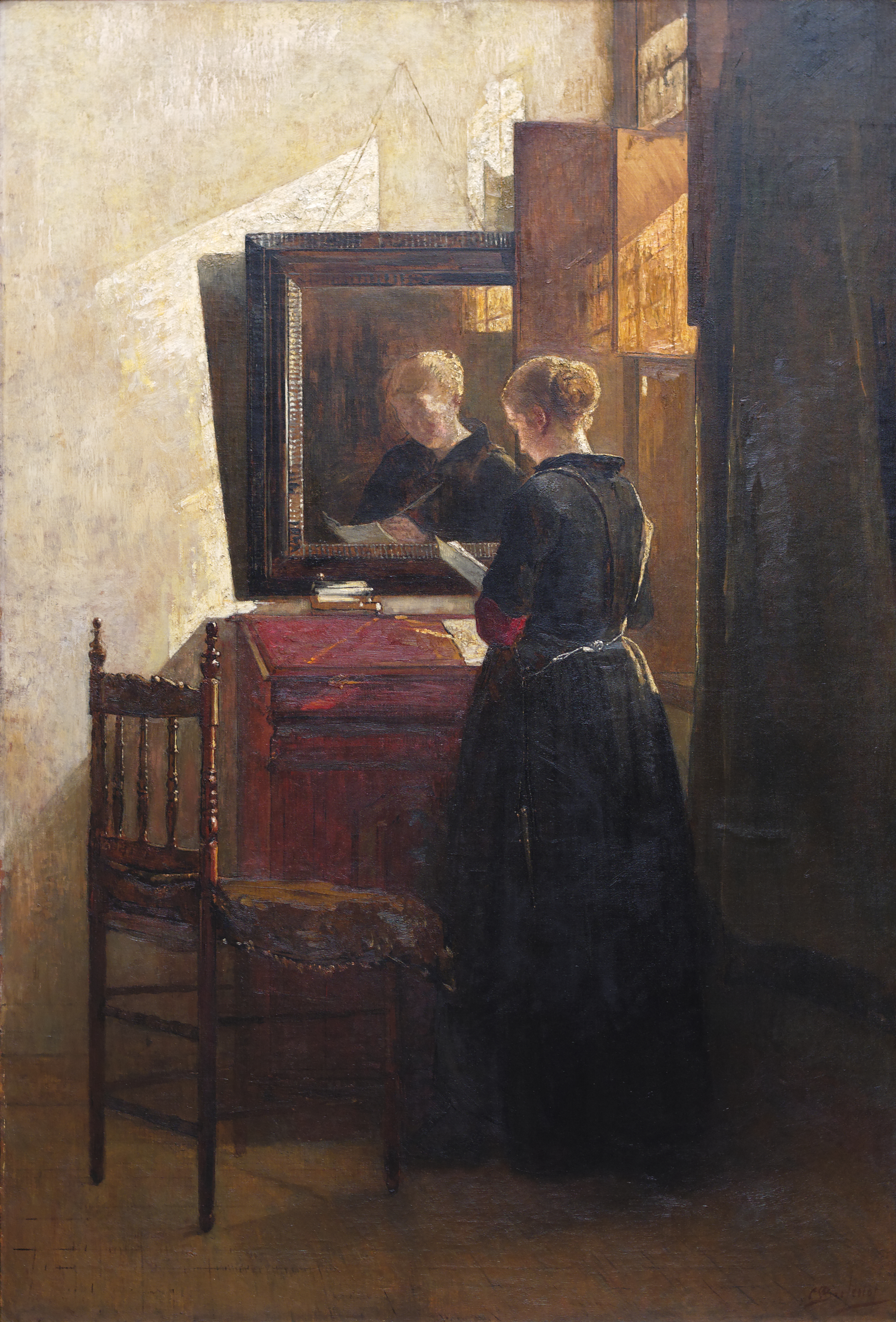
Soleil dans la maison et au cœur de Christoffel Bisschop(1828-1904). Une femme ouvre une lettre, inondée de soleil, face au miroir. Jean-Paul est gêné de la lettre de confidences de Félicien. Il s'en estime indigne. Or il doit dire l'objet du courrier comme on le fait chez lui.

Pour Marceau, le contraste entre Jean-Paul et Félicien illustre celui entre religion statique et dynamique.. Jean Paul reçoit une lettre de Félicien. Chez lui, on s'explique de tout courrier reçu. et lui-même sent, soit qu'on ne le comprendra pas, soit qu'il est indigne des confidences de Félicien. Ce duo est central  dans le premier livre de Pierres noires, Les Hommes couleur du temps et essentiel pour toute la trilogie.
Jean-Paul l'avoue. Dans les sujets religieux il ne prenait « que le curieux romanesque, que je sentais néanmoins intimité sacrée » Son père la réduit aux pratiques obligatoires. Sa mère sait Jean-Paul  « parfaitement indigne de [s'] intéresser à des sujets réservés au clergé. L'admettre lui eût semblé caricatural et presque sacrilège. [S]a sœur Jeanne n'eût été que réception passive et lourde docilité, mais Marguerite, secrète, fine, un peu pointue, l'eût écoutée en un silence vaguement souriant, non pas en dessous, comme si elle avait connu dans son couvent bien des méditations et lectures spirituelles du même ordre, mais amusée de nos étonnements devant ces choses, ces hauts niveaux-là ». Il est cependant ébranlé : « en tout homme quelque chose fait écho, » à la mystique (James avoue que face à elle « quelque chose en lui répondait). »
La religion statique, pour Marceau « garde ses éléments, » mais il ajoute, citant Bergson « magnétisés et tournés dans un autre sens par cette aimantation. » Qui n'impose que du « consenti » souligne Sitbon-Peillon. C'est le cas de Jean-Paul.
Malègue anticipe sur Les Deux Sources (1932) dans Augustin (1933). Il n'a pas encore lu Les Deux Sources, écrit-il à Bergson après Agustin mais il a voulu y dire que la preuve expérimentale de Dieu réside dans l’expérience mystique . Il le motive dans Le Drame du romancier chrétien (sans citer Bergson) : « Toute âme profondément, uniquement religieuse nourrit une psychologie immense, spéciale, inretrouvable ailleurs […] Ces âmes semblent constituer comme une autre et supérieure sorte d'Esprit […] elles sont les âmes des Saints et nous offrent à considérer l'immense psychologie mystique. C'est là, dans ces lieux où il se trouve, que le romancier chrétien doit avoir l' audace d'aller chercher son bien  ». Il y aura plus : la communion des saints.

## Rôle capital de la communion des saints

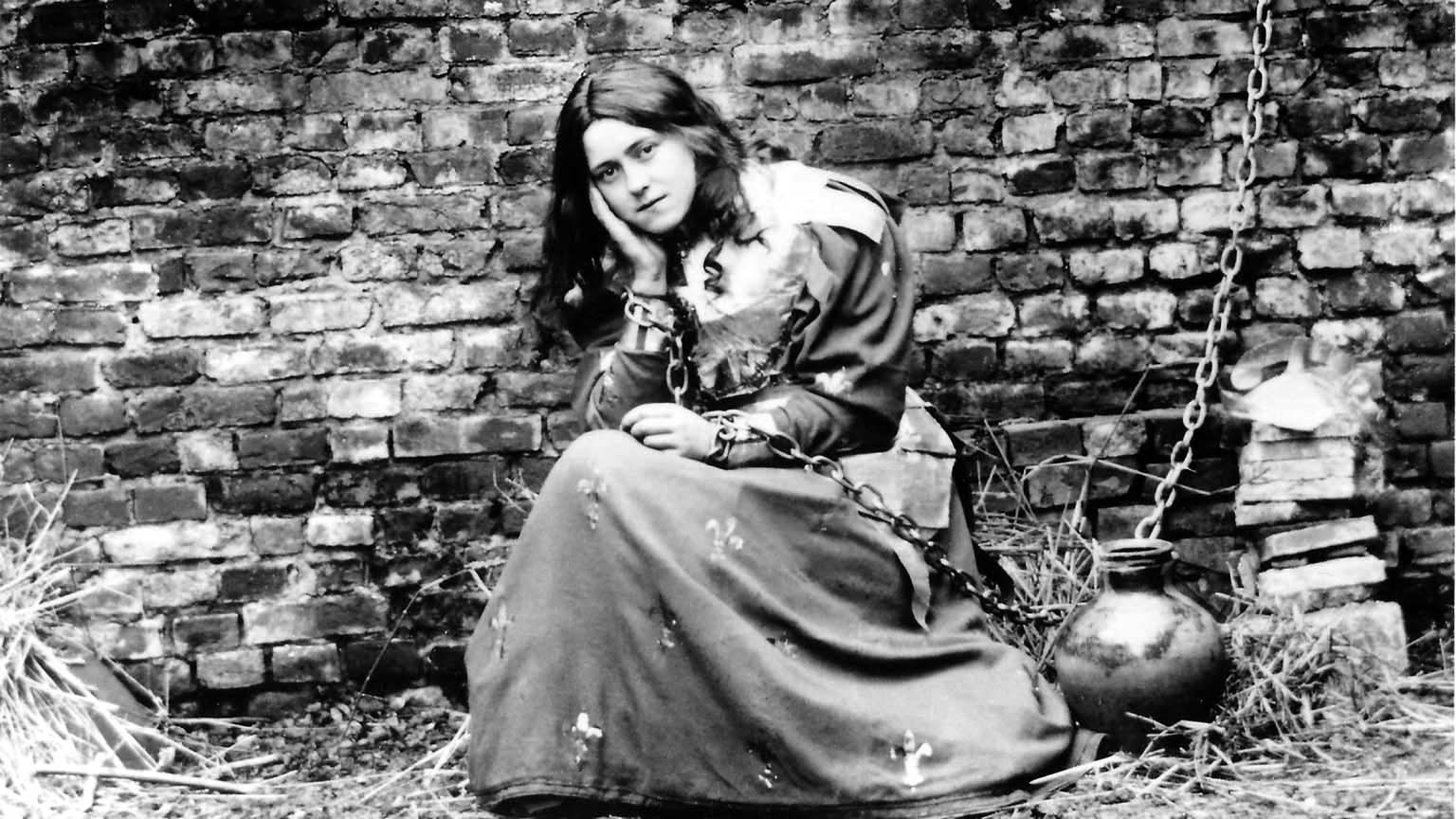
Thérèse de Lisieux jouant Jeanne d'Arc dans la pièce qu'elle a écrite. Selon Henri Gouhier, Bergson nous met « en présence de personnes réelles » et « ne projette aucune notion abstraite au-dessus des cas concrets.» Les saints et les héros et surtout le « Christ des Évangiles » sauvant l'humanité.

La pensée de Bergson, plus que sur des concepts, se fonde sur des personnes historiques réelles, tissant cette mystérieuse solidarité de la communion des saints. Il y voit « beaucoup de philosophie. » Pour Jean-Louis Vieillard-Baron, elle a chez lui le même sens que dans la foi catholique.

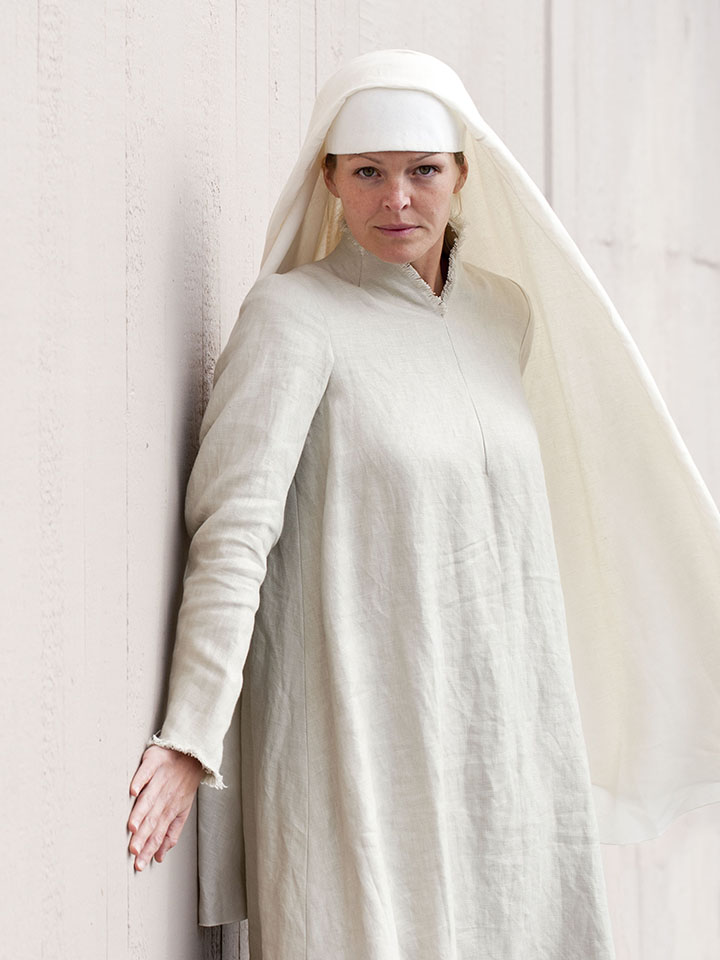
La chanteuse dans le rôle de Blanche de la Force dans l'opéra Dialogues des carmélites opéra de Francis Poulenc, production de l'Opéra royal de Stockholm en 2011.

Dans Pierres noires Félicien l'expérimente « directement » à Lourdes : les malades qui veulent guérir « leurs prières dissolvent leurs enveloppes propres, leurs frontières personnelles [...] jusqu’aux besoins universels [...] comme expropriées de leurs exigences particulières, désaffectées, versées dans un fonds commun pour les besoins de tous [….] la Sainte Vierge se fait [...] créatrice de saintetés collectives, de ces âmes fondues dans celles de leurs frères au point d’y perdre non [...] leur personnalité profonde mais [...] le momentané de leur vie temporelle, [...] ces surfaces qui chatoient sur le moi, à l’offrir en martyrs.,. »
Félicien s'exprime quasi comme Bergson sur la communion des saints décrivant le surgissement d'âmes « apparentées à toutes les âmes et qui au lieu de rester dans les limites du groupe et de s’en tenir à la solidarité établie par la nature, se portaient vers l’humanité en général dans un élan d’amour. » Pour Vieillard-Baron, chez Bergson, la salvifique grâce « est présente dans sa pensée. » Elle fait, selon Sitbon-Peillon, « de la spiritualité mystique d'ordre individuel, la possibilité d'un modèle pour le collectif. »

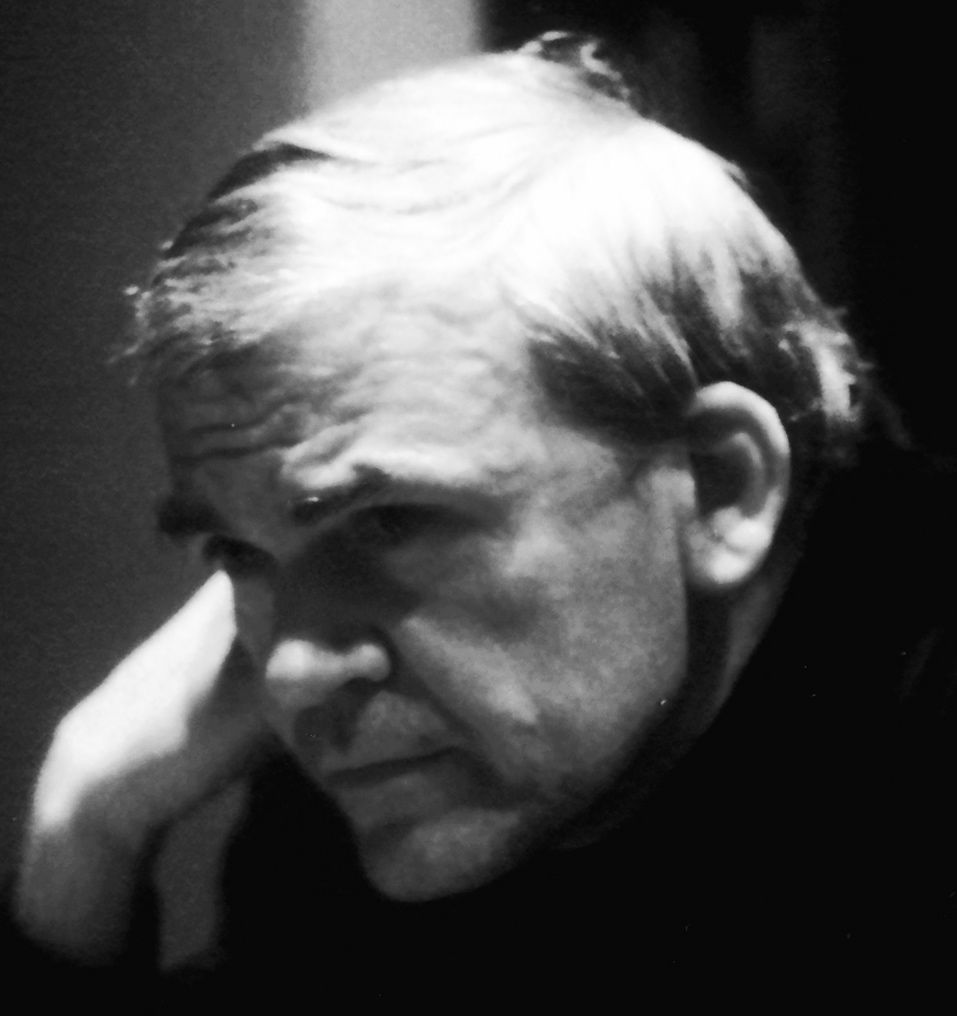
Milan Kundera en 1980. Éric Benoit trouve chez Kundera l'idée du lien a-causal décelé chez Léon Tolstoï la mise en lumière de l'aspect a-causal, incalculable, voire mystérieux de l'action humaine.

### Bernanos scénarise la communion des saints entre deux êtres
Robert Coiplet dans Le Monde, Moeller, Léon Émery, voient Pierres noires aboutir dans le Livre III de la trilogie Entre le pont et l'eau. Félicien y sauve les Classes moyennes du Salut de Peyrenère, par la force de la solidarité invisible qu'active la communion des saints.
Des commentateurs, (il s'agit d'une œuvre inachevée), s'expriment au conditionnel, pas Robert Coiplet. Pour lui, la mort de Félicien signifie le rachat des personnages du livre. Il a consulté Daniel Halévy et en rapporte l'analyse : « Il se peut, comme le pense M. Daniel Halévy, que l'intention de l'auteur soit si bien cachée qu'elle tienne à cette volonté d'invisibilité qui égare le lecteur. » « Invisibilité » du surnaturel.
Pour Lebrec le salut par Félicien, se noue aux « fils mystérieux d'une solidarité métaphysique . ». Malègue s'élève ainsi « aux plus hautes notions catholiques de la Communion des saints […comme] chez Bernanos, dans L'Imposture (1927) et La Joie (1929), où il fallut le sacrifice de l'abbé Chevance, puis de Chantal de Clergerie pour sauver Cénabre de son orgueil luciférien. » Comme dans le film Le Dialogue des Carmélites de Philippe Agostini et Raymond Leopold Bruckberger (scénaristes d'après Bernanos), où, en acceptant de mourir dans une peur qui ne lui ressemble pas, la vieille prieure transmet mystérieusement à une de ses novices morbidement angoissée par la mort, Blanche de la Force, le courage du martyre.

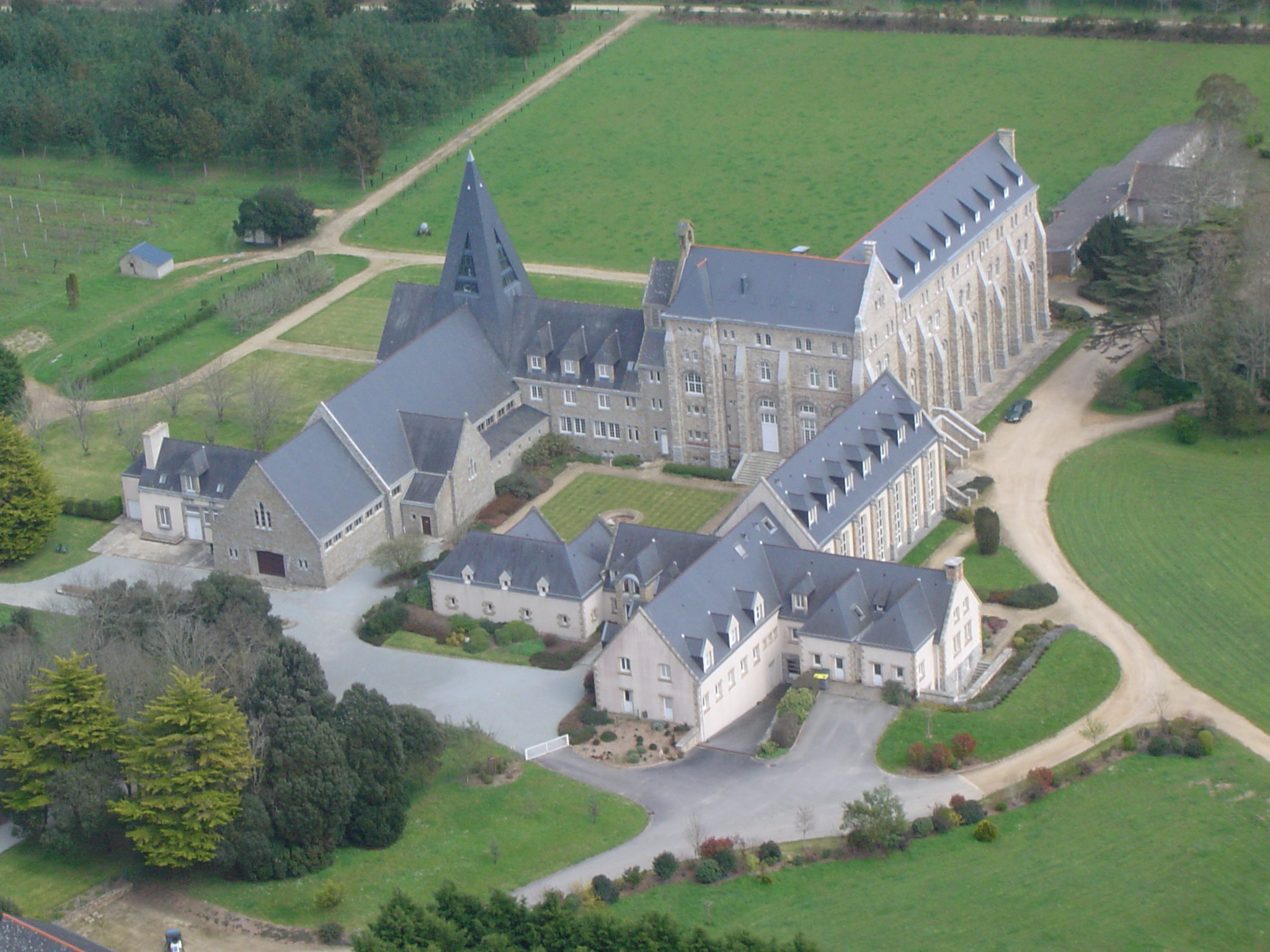
Deux lieux religieux, l'un actuel —L'abbaye Sainte-Anne de Kergonan—, l'autre immémorial—les mégalithes de Carnac—, cadre d'une scènes capitale de Pierres noires.

Éric Benoit, s'inspirant de Milan Kundera, propose d’appeler « a-causal » « le lien entre la mort humiliante de la prieure et le courage de Blanche »la mort atroce (violée et assassinée) de Chantal et le salut de Cénabre « – venu d’un au-delà du récit, surnaturel.. »

### Malègue la scénarise à l'échelle du Cosmos et de l'Histoire
Malègue voulait suggérer cette solidarité entre Félicien et les personnages de Pierres noires et au-delà.
Cette ambition l'a perdu selon Lebrec. Il cite J. Papen pour qui « à cause de la liberté de l'Esprit dans son action surnaturelle, s'il est possible d'en déceler jusqu'à un certain point la courbe dans une âme, il est presque impossible d'en découvrir toute l'influence sur une masse ». On peut en dégager « certaines constantes », mais toujours mystérieuses et vouloir les montrer « dans un roman avec toute leur vérité et non simplement selon de vagues généralités, exige un génie mystique et littéraire extraordinaire. »
Pour Lebrec, Malègue ne possédait pas ce génie, capable de franchir « les limites qui séparent la littérature de la mystique, », incapacité qui explique l'inachèvement de Pierres noires, non sa mort « à une époque où d'autres ont réalisé leurs grands projets romanesques, tels Martin du Gard, Duhamel et Jules Romains. »

Lebrec rapporte cependant le schéma par Malègue d'une scène trouvé aux archives de l'écrivain : 

« Scène inspirée du Grand Inquisiteur. Idée : l’immensité de l’histoire humaine où le Dieu des Chrétiens n’était pas, — l’immensité de géographie humaine où il n’est pas encore. Sombres époques (Celtes, Ligures, barbares de tout nom), ou brillantes époques (Ninive, Babylone, Égypte, etc.). Toute solution au problème du salut de tous ces hommes est contradictoire avec l’idée d’une Incarnation, dans le temps, car datée, laissant hors d’elle tout ce qui est antérieur à cette date privilégiée. Réponse : les générations antérieures sont sauvables et sauvées par la Loi des classes moyennes de la sainteté [du Salut en fait ]. Les classes extrêmes de la sainteté relèvent de la Loi de l’Incarnation objectivement. Peut-être y a-t-il des Saints dans le bouddhisme etc. Il y en a certainement dans le judaïsme. Il faut donc admettre que l’Incarnation est précédée, comme dans le judaïsme et peut-être dans le bouddhisme etc., d’une aurore d’Incarnation[...] qu’elle transcende le temps. »

Un moine de la proche abbaye Sainte-Anne de Kergonan, perdu dans les alignements de Carnac aurait  douté de  l'universalité du Salut par le Christ, dans un décor rappelant la contingence de la foi face à l'Histoire et au Cosmos (deux dimensions de ces pierres). 

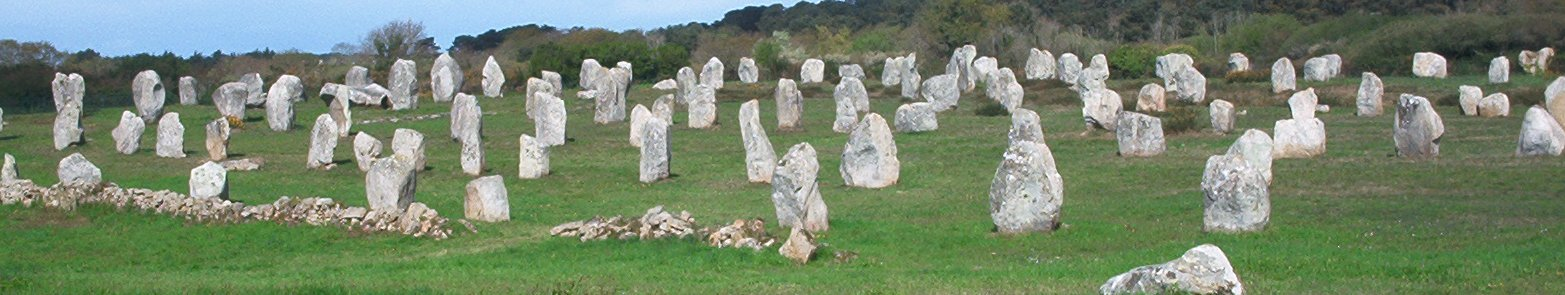
Alignements du Ménec à Carnac voisins de l'abbaye Sainte Anne de Kergonan. Lieux religieux proches très éloignés dans le temps.

Récit peut-être lu par Félicien en difficultés en Chine, autre immensité.Lebrec rappelle qu'Alfred Loisy reproche à Augustin de ne pas tenir compte de cette difficulté de la foi. Ce passage inspiré de Fiodor Dostoïevski unit réalisme et métaphysique, union admirée par Malègue.

## Le «monde infiniment plus vaste» dePierres noires
Largilier disait : « Loin que le Christ me soit inintelligible, s’il est Dieu, c’est Dieu qui m’est étrange s’il n’est le Christ.» 

### Le plus grand dans le plus petit
Collin y décèle l'adage ignatien : « Ne pas être contenu par le plus grand, se cacher dans le plus petit ; voilà ce qui est divin ». » Fasciné, poursuit Collin, Friedrich Hölderlin, en fait l'épigraphe de son roman Hyperion . En latin « Non coerceri a maximo, sed contineri a minimo divininum est » et autre traduction: « Ne pas être enfermé par le plus grand, mais être contenu dans le plus petit, c'est cela qui est divin ». Le « petit » au cœur d'une « immensité » qui ne le dépasse pas, c'est l'énigme du Salut universel en la Commununion des saints : Dieu en un « obscur prêcheur de Palestine, vite exécuté. » Rien de dérisoire pour Malègue. Il relit L'Évolution créatrice de Bergson dans Le Drame du romancier chrétien et affirme avec lui que : « les « minuscules coupes à travers le réel » que sont les vies racontées des romans ne sont pas des « parties toutes faites existant dans l’ensemble », qu'elles « portent l’empreinte en creux du violent jet de l’esprit créateur « et que la « vaste chose » qui les rend possibles, c’est l’univers. »
Pour Moeller, ces notes de Malègue suggèrent que Félicien sauverait « de sa lumière et de son amour, les âmes médiocres dont il était entouré », jouant « en plus simple et plus universel, le rôle de Largilier pour Augustin . » Mosseray l'inscrit également dans la Tradition vue par Blondel, ou la communion des saints que selon Vieillard-Baron : Blondel rattache à l'esprit chrétien « vivant dans la façon dont vivent et réfléchissent les chrétiens. »
Pour Moeller, Pierres noires couronne l'œuvre de Malègue, transporte Augustin « dans un monde infiniment plus vaste, » et son auteur « aux sommets de la littérature. »

### Le «sans limites» de l'amour des ennemis

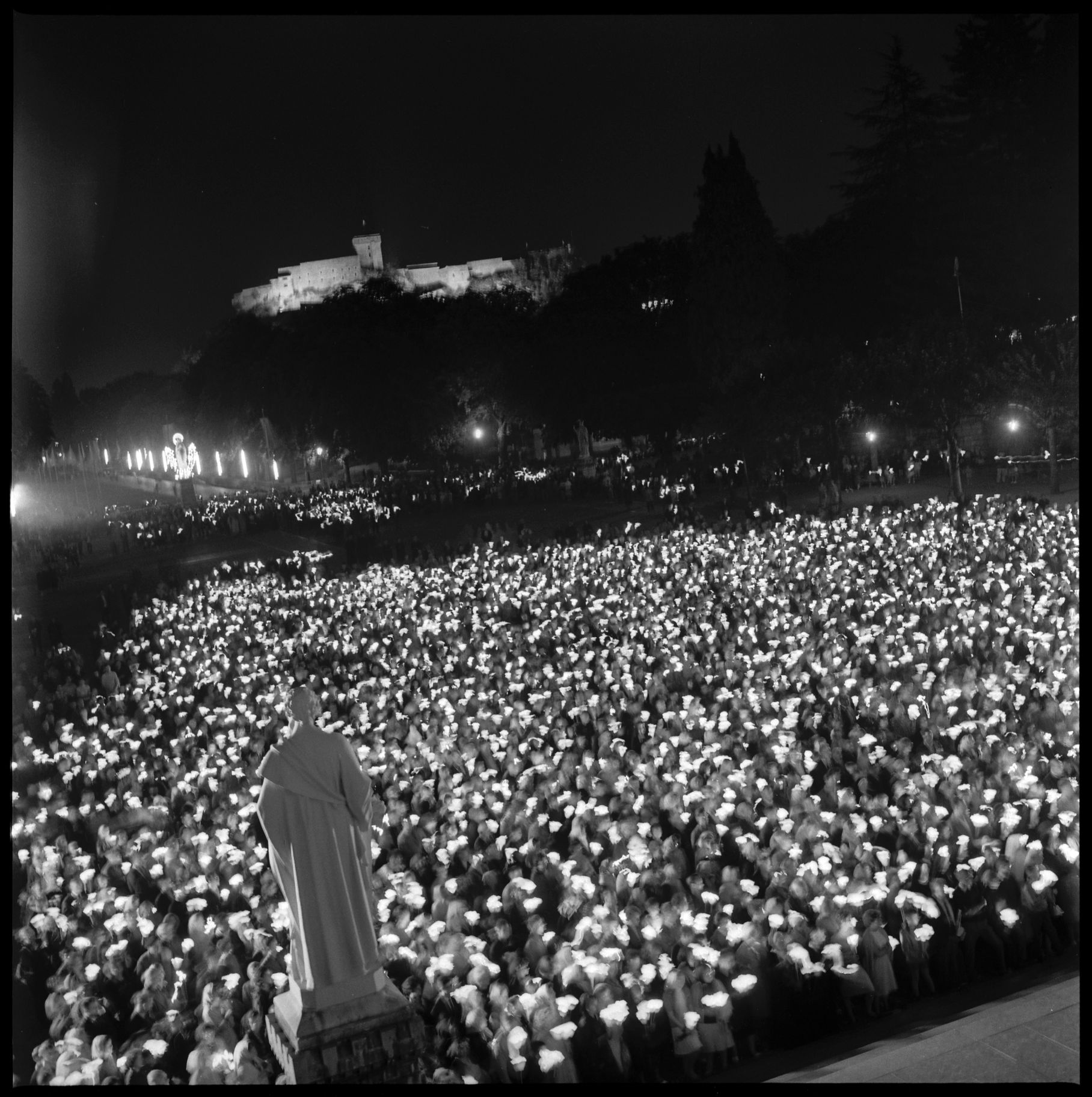
Procession aux flambeaux à Lourdes (1964). Des âmes apparentées à toutes les âmes (Bergson), « ampleur métaphysique » de la communion des saints qu'y a vécue Félicien.« Pour Bergson, l'âme ouverte embrasse plus que l'humanité. Poésie magique » et « grand art » chez Malègue écrit Marceau.

L'amour des ennemis du Sermon sur la montagne, du Christ et des saints, de l'âme ouverte (Félicien), fracture « les clôtures sociétales », ouvre « à la totalité humaine et au-delà. » Pour Marceau, dire que « l'âme ouverte », embrasse l'humanité, ce n'est « pas assez »pour Bergson. Le Lourdes de Félicien réalise « en un point minuscule du cosmos, » la « loi des classes moyennes » soit la « solidarité mystique qui unit les privilégiés de la sainteté aux tièdes et à tous les enlisés dans les sollicitations terrestres », salut universel par les saints, personnages réels de l'Histoire.
Félicien à Lourdes ne s'y limite donc pas. Il s'élargira à l'ampleur métaphysique de l'angoisse du moine de Kergonan, récit inspiré de Dostoïevski. Félicien l'a surmontée avant son martyre avec sous les yeux la multitude des religions et civilisations : « L’insondable profondeur de l’Histoire qu’elles évoquent et l’ « effrayante vastitude » de l’univers dont ce « que l’on appelle la Terre» n’est qu’un coin, n’atteignant même pas l’importance de Peyrenère par rapport à la France. »
La Vierge à Lourdes, créatrice d'« âmes fondues dans leurs frères. » permet à Félicien selon Marceau de se mêler« aux prières des autres, pour les autres, devenant ainsi le « saint » entièrement voué aux classes moyennes. C'est en cela que se propage l'amour chez Malègue. Sa poésie magique nous emporte bien au-delà du décor vaste et massif, le fini s'élance mystérieusement vers l'infini. Le grand art n'est-il pas toujours celui des poètes visionnaires de réel dont l'élément est le monde des symboles et, par eux, des intuitions où l'âme se perd et se retrouve sans cesse, si possible finalement pour se sauver. »

### Puissance de la personne de Félicien

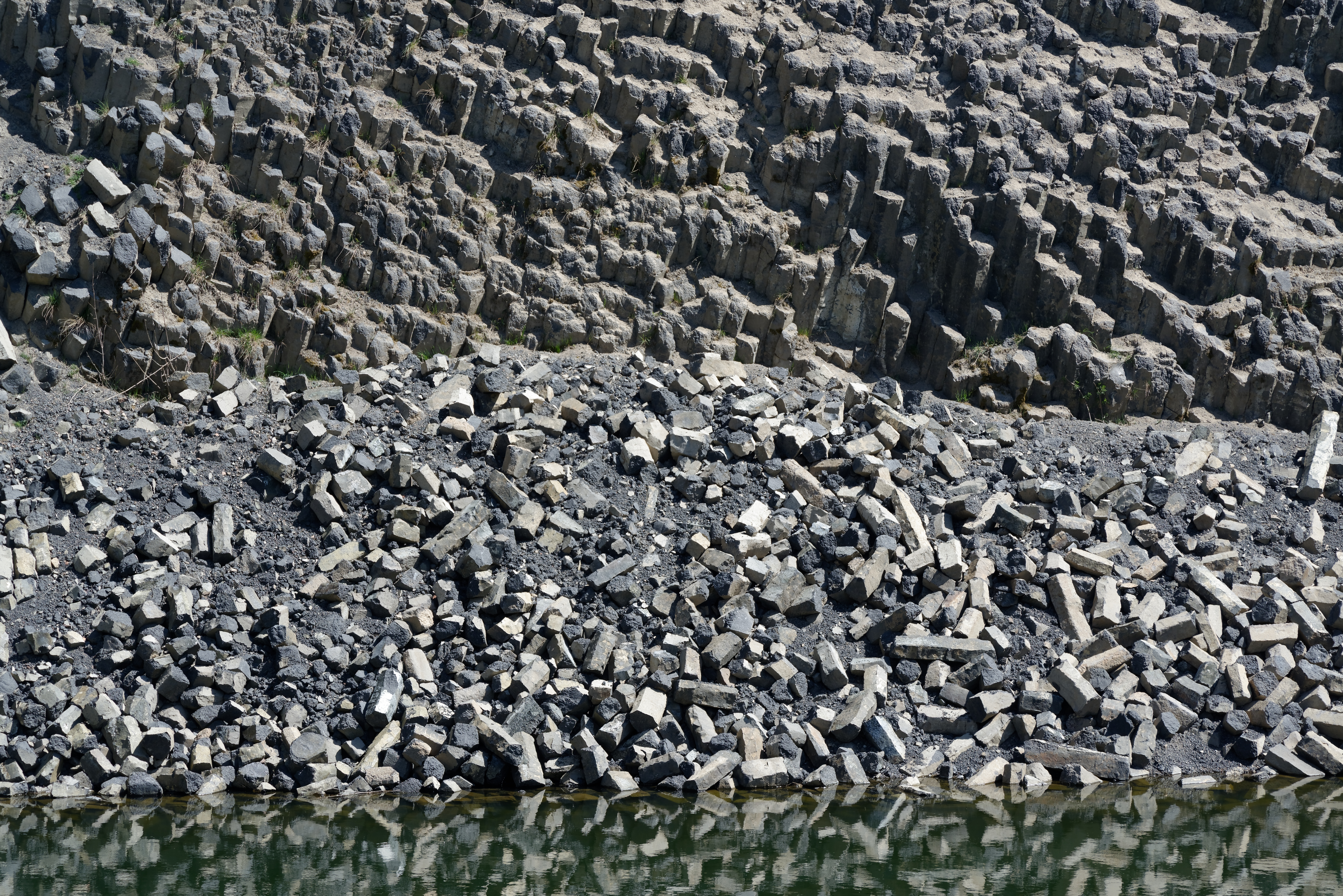
Pierres noires : Orgues basaltiques à Saillant (Puy-de-Dôme) du Volcan de Montpeloux. La Vie minéralisée.

Jacques Chevalier, spécialiste de Bergson, dans la préface de Pierres noires  en 1958, dit regretter (presque) que Malègue ait tardé à « nous conduire au sommet lumineux qui devait donner à l'ensemble sa perspective vraie et qui eût fait de son livre, ainsi qu'il me le confia, quelque chose de plus beau qu' Augustin […] Le saint manque : je veux dire cette lumière, cette blancheur éblouissante qui devait, cette fois, nous porter dans l'infini, dans l'éternel et y trouver son âme . » Les pages sur Pierres noires chez Lebrec concluent aussi sur son échec.
Chevalier cite le Bergson des Deux Sources. Malègue aurait rappelé, écrit Chevalier, que seul le saint « nous apprend ce qu'est la vie, d'où elle vient et où elle va. » Pour Neiss, Malègue, s'il avait vécu, aurait alors réussi « le grand roman catholique du siècle » que Mauriac n'a pu écrire.

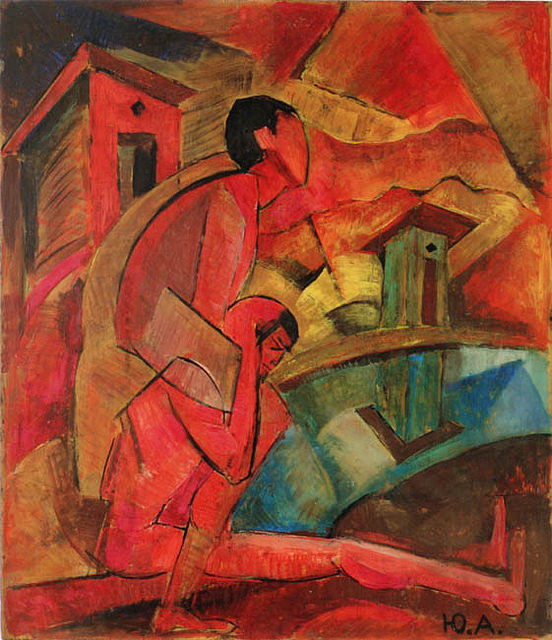
Yuriy Annenkov, Huile sur bois, 1916. Chez l'artiste, le « géant » ne porte pas qu'un « enfant »

Léon Émery évoque le Mal défini chez Bergson comme « la prépondérance de la matière autonome, » la « minéralisation des corps vivants. » Malègue et Bergson étant différents, leur accord sur certains points serait important.
Chez Bergson, selon lui, la mort « L'entropie serait donc la mort cosmique, si l'élan vital ne lui opposait un inlassable pouvoir de création. » Et, chez Malègue, le Mal, insidieux, c'est celui dont un géologue dirait « qu'il relève d'une théorie des causes lentes. C'est celui qui opère partout [...] car il est mystérieusement lié au processus continu de la vie et de la mort. ». Il regrette aussi (en 1962), que nous ne pouvons pas savoir comment Malègue aurait conclu.
Pierre de Boisdeffre écrit que l' Opus magnum dresse sa vaste nef, aux lignes hautes et pures, mais qu'il est imperfectum, « vaisseau à jamais inachevé, ouvert en plein ciel sur un chœur imaginaire. »
Émery conclut différemment en 1973 : nous en savons assez sur la conclusion de Pierres noires puisque la communion des saints implique le Salut. Et parce qu'est puissante la personne du « jeune géant Félicien qui porte en son corps d'athlète avec une parfaite ingénuité, on ne sait quelle candeur grave et tendre. On voit bien que ce Christophe est fait pour porter l'Enfant Jésus sur ses épaules. »

### Sur Bergson et Malègue
- Charles Moeller, Littérature du Vingtième siècle et christianisme, Tournai, Casterman, 1953
- Léon Émery, Joseph Malègue. Romancier inactuel, Lyon, Les Cahiers libres, 1962, 139 p.
- Jean Lebrec, L'Art de la nouvelle selon Joseph Malègue, Paris, H.Dessain & Tolra, 1969.
- Jean Lebrec, Joseph Malègue : romancier et penseur (avec des documents inédits), Paris, H. Dessain et Tolra, 1969, 462 p.
- William Marceau, Henri Bergson et Joseph Malègue : la convergence de deux pensées, Saratoga, Amna Libri, coll. « Stanford French and Italian studie » (no 50), 1987, 132 p., 24cm (ISBN 0-915838-66-4, BNF 34948260).
- José Fontaine, La Gloire secrète de Joseph Malègue : (1876-1940), Paris, L'Harmattan, coll. « Approches littéraires », 2016, 205 p., couv. ill. ; 24 cm (ISBN 978-2-343-09449-6, présentation en ligne).
- José Fontaine, «  Les philosophes chez Malègue », Bulletin de Littérature Ecclésiastique, no 485 (Tome CXXII/1) « De Malègue à François »,‎ janvier-mars 2021, p. 17-52
- José Fontaine, « L'aboutissement d'une œuvre », dans Joseph Malègue, Pierres noires. Les Classes moyennes du Salut, Ad Solem, 2018, p. 9-26.
- José Fontaine, « Trois sources philosophiques au service de la littérature », dans Joseph Malègue, à la (re)découverte d'une œuvre - suivi de Les Ogres ou Les Samsons aveugles (dir. José Fontaine et Bernard Gendrel), Paris, Cerf, 2023, p. 193-220.
- Thibaud Collin, « La conversion, entre « Le métaphysique et l'expérimental » dans Augustin ou Le Maître est là », dans Joseph Malègue, à la (re)découverte d'une œuvre - suivi de Les Ogres ou Les Samsons aveugles (dir. José Fontaine et Bernard Gendrel), Paris, Cerf, 2023, p. 221-233.
- Zofia Litwinowicz-Krutnik, Joseph Malègue, entre réalisme intégral et impressionnisme. Les Multiples éclats d'une œuvre oubliée), Paris, Honoré Champion, 2025, 618 p. (ISBN 978-2-745-36285-8, =https://www.fr.fnac.be/a21338426/Zofia-Litwinowicz-Krutnik-Joseph-Malegue-entre-realisme-integral-et-impressionnisme.html)

### Sur Bergson et Durkheim
- Brigitte Sitbon-Peillon, Religion, métaphysique et sociologie chez Bergson. Une expérience intégrale, Paris, Presses universitaires de France, 2009, 352 p. (ISBN 978-2-13-056710-3-).
- Heiner Delitz, « L'impact de Bergson sur la sociologie et l'ethnologie françaises », L'Année sociologique, Paris, vol. 62, no 1,‎ 2012, p. 41-65, p. 43-44 notamment (lire en ligne).

### Œuvres de Durkheim
- Émile Durkheim, Le Suicide, Paris, Presses universitaires de France, 1976, 464 p..
- Émile Durkheim, Les Formes élémentaires de la vie religieuse : Le système totémique en Australie, Paris, Librairie Félix Alcan, 1912, 679 p., p. 13-17.

### Œuvres de Bergson et Malègue
- Henri Bergson, « L'Âme et le Corps », dans L'Énergie spirituelle, Paris, Félix Alcan, 1925, p. 31-63.
- Henri Bergson, Les Deux Sources de la morale et de la religion, Paris, PUF, 2008.
- Henri Bergson, Essai sur les données immédiates de la conscience, Paris, PUF, 2011.
- Joseph Malègue, Pénombres : Glanes et approches théologiques, Paris, Spes, 1939, 236 p., In-16, couv. ill (BNF 32411142).
- Joseph Malègue, Augustin ou Le Maître est là, Paris, Spes, 1966, 11e éd. (1re éd. 1932), 846 p. (OCLC 491123528).
- Joseph Malègue, Augustin ou Le Maître est là, Paris, Cerf, 2014 (1re éd. 1932), 832 p..
- Joseph Malègue, Pierres noires : Les Classes moyennes du Salut, Paris, Spes, 1958.
- Joseph Malègue, Pierres noires : Les Classes moyennes du Salut, Perpignan, Ad Solem, 2018.

### Sur Bergson
- Jacques Chevalier, Bergson, Paris, Plon, 1926, p. 55.
- Jacques Chevalier, Entretiens avec Bergson, Paris, Plon, 1959, 310 p..
- André Cresson, Bergson : Sa vie. Son œuvre. Sa philosophie, Paris, PUF, 1946.
- Henri Gouhier, Bergson et le Christ des Évangiles, Paris, Vrin, 1999
- Jean-Louis Vieillard-Baron, « Bergson et la religion », Revue philosophique de la France et de l'étranger, Paris, Presses universitaires de France, vol. 126,‎ avril 2001, p. 505-516 (ISBN 9782130517757, lire en ligne, consulté le 26 septembre 2017).
- Jean-Louis Vieillard-Baron, « Un problème philosophique : la communion des saints », Transversalités, vol. 116,‎ 2010/oct.déc., p. 97-126. Lire en ligne (consulté le 28 août 2023): .
- Jean-Louis Vieillard-Baron, Bergson, Paris, Presses universitaires de France, 2016, 128 p..
- Ghislain Waterlot (dir.), Bergson et la religion. Nouvelles perspectives sur Les Deux Sources de la morale et de la religion, Paris, Presses universitaires de France, 2008, 466 p..
- Frédéric Worms, « Le clos et l'ouvert dans Les Deux Sources de la morale et de la remigion : une distinction qui change tout », dans Bergson et la religion. Nouvelles perspectives sur Les Deux Sources de la morale et de la religion(dir. Ghislain Waterlot dir.), Paris, Presses universitaires de France, 2008, p. 45-63.
- Frédéric Worms, Le Vocabulaire de Bergson, Paris, Ellipses, 2000, 63 p. (ISBN 978-2-7298-5829-2).

### Sur Malègue
- Jacques Chevalier, « Mon souvenir de Joseph Malègue », dans Joseph Malègue, Pierres noires : Les Classes moyennes du Salut, Paris, Spes, 1958, p. IX-XXIII.
- Bernard Gendrel, « Augustin ou Le Maître est là chef-d'œuvre du roman de conversion », dans Joseph Malègue, à la (re)découverte d'une œuvre - suivi de Les Ogres ou Les Samsons aveugles (dir. José Fontaine et Bernard Gendrel), Paris, Cerf, 2023, p. 91-101.
- Yvonne Malègue, Joseph Malègue, Tournai, Casterman, 1947.
- Élizabeth Michaël (préf. Jacques Madaule), Joseph Malègue, sa vie, son œuvre, Paris, Spes, 1957, 285 p., In-16 (20 cm) (BNF 32447872).
- Charles Mœller, « Le Roman posthume de Malègue : Pierres noires : Les Classes moyennes du salut », La Revue nouvelle, no 7,‎ juillet 1959, p. 15-27.
- Charles Mœller, Littérature du Vingtième siècle et christianisme, Tournai, Casterman, 1967
- Bruno Curatolo (textes réunis par), Geneviève Mosseray et al., Le chant de Minerve : Les écrivains et leurs lectures philosophiques, Paris, L'Harmattan, coll. « Critiques littéraires », 1996, 204 p., 22 cm (ISBN 978-2-7384-4089-1, BNF 35806250, LCCN 96131828, lire en ligne), « « Au feu de la critique », J. Malègue lecteur de M. Blondel »
- Joseph Malègue, à la (re)découverte d'une œuvre - suivi de Les Ogres ou Les Samsons aveugles (dir. José Fontaine et Bernard Gendrel), Paris, Cerf, 2023, 387 p. (ISBN 978-2-204-15461-1, ).

### Autres ouvrages
- Émile Boutroux, De la contingence des lois de la nature, Paris, 1895 (lire en ligne), chap. VII (« L'Homme »).
- William James (trad. Floris Delattre et Maurice Le Breton, préf. Henri Bergson), Extraits de sa correspondance, Paris, 1924, 392 p., lettre de William James à Edwin D. Starbuck du 24 août 1909.
- Émile Poulat, L'Université devant la Mystique : expérience du Dieu sans mode, transcendance du Dieu d'amour, Paris, Salvator, 1999, 292 p. (ISBN 2-7067-0219-2).
- Albert Fouillée, L'Avenir de la métaphysique fondée sur l'expérience, Paris, Félix Alcan, 1890, 304 p..
- Agnès Siegfried, L'Abbé Frémont, t. I, Paris, Félix Alcan, 1932.
- William James, Les Variétés de l'expérience religieuse : Essai de psychologie descriptive, Chambéry, Exergue, 2001, p. 368.